# Franz Joseph I của Áo
Franz Joseph I Karl của Áo - tiếng Đức, I. Ferenc Jozséf theo tiếng Hungary, còn viết là Franz Josef I (18 tháng 8 năm 1830 - 21 tháng 11 năm 1916) của nhà Habsburg là Hoàng đế Áo (Kaiser), đồng thời là vua Hungary-Croatia và Bohemia từ năm 1848 tới năm 1916. Ông cai trị tới 68 năm, đứng thứ ba trong danh sách các vua chúa trị vì lâu dài nhất châu Âu (sau Louis XIV của Pháp Elizabeth II của Anh và Johann II xứ Liechtenstein), lâu hơn Nữ vương Victoria của Anh 4 năm. Về thực quyền thì triều đại của Franz Joseph I chỉ ngắn hơn Johann II đương thời và Elizabeth II sau này, do triều đại Louis XIV có 8 năm đầu do Thái hậu Ana của Tây Ban Nha phụ chính và 8 năm sau do các quan tể tướng đại thần là Hồng y Richelieu và Hồng y Mazarin nắm thực quyền. Nếu chỉ tính các quân chủ ở cấp bậc vua và hoàng đế thì Franz Joseph là quân chủ trị vì lâu thứ 2 châu Âu, vì Johann II xứ Liechtenstein chỉ là người trị vì một thân vương quốc. Ông lên ngôi sau khi người bác là Hoàng đế Ferdinand I thoái vị trong các cuộc Cách mạng năm 1848 tại Đế quốc Áo. Vị tân Hoàng đế đã trực tiếp chỉ huy quân đội đàn áp phong trào Cách mạng Hungary (1848), và giành thắng lợi nhờ sự hỗ trợ của Đế quốc Nga.
Chính sách đối ngoại của ông trở nên thảm họa cho nước Áo: năm 1859, ông bị liên quân Pháp - Sardinia đánh bại trong trận Solferino. Năm 1866, Thủ tướng Phổ là Otto von Bismarck đã kéo ông vào cuộc Chiến tranh Áo-Phổ, trong đó Áo là nước bại trận. Franz Joseph I bị chủ nghĩa dân tộc ám ảnh trong suốt thời trị vì của ông. Ông đã thông qua Hiệp nghị Áo-Hung năm 1867 (Ausgleich), ban thêm quyền tự trị cho Hungary, theo đó chuyển Đế quốc Áo thành Đế quốc Áo-Hung - "Song quốc quân chủ" của ông. Trong suốt 45 năm sau đó, các lãnh thổ dưới quyền ông đều yên bình. Sau khi chiến thắng của Phổ trong Chiến tranh Pháp-Phổ vào năm 1871, Áo mở đầu quan hệ thân cận với Đế quốc Đức. Song, ông gặp nhiều bi kịch gia đình trong giai đoạn này.
Sau Chiến tranh Áo-Phổ, Áo-Hung chuyển tầm hướng sang vùng Balkan - một tâm điểm của căng thẳng quốc tế do mâu thuẫn quyền lợi giữa Áo-Hung với Nga. Vụ khủng hoảng Bosnia là hệ quả của sự kiện Franz Joseph I sáp nhập Bosnia và Herzegovina vào năm 1908 (hai vùng này đã bị quân đội ông chiếm đóng sau Đại hội Berlin năm 1878). Ngày 28 tháng 6 năm 1914, sau khi Franz Ferdinand của Áo bị thành viên một khủng bố Serbia ám sát, Hoàng đế ban đầu không muốn gây hấn với Serbia, nhưng do áp lực của Tổng tham mưu trưởng và Bộ trưởng Ngoại giao, cuối cùng ông đã tổng động viên quân đội. Nga - đồng minh của Serbia đã phản ứng, và không lâu sau cả châu Âu đã rơi vào cuộc Chiến tranh thế giới thứ nhất. Trong chiến tranh, Hoàng đế là Tổng tư lệnh Quân đội Áo-Hung. Nhưng ông chỉ đóng vai trò nhỏ và giao trọng trách đối nội cho các quan chức, trong khi thực quyền quân sự nằm trong tay viên Tổng tham mưu trưởng. Song, ông trở thành biểu tượng quan trọng cho sự trường tồn và vững mạnh của nền "Song quốc quân chủ", cũng như là hiện thân của sự quả quyết và ổn định đối với thần dân của ông.

## Cuộc sống đầu đời

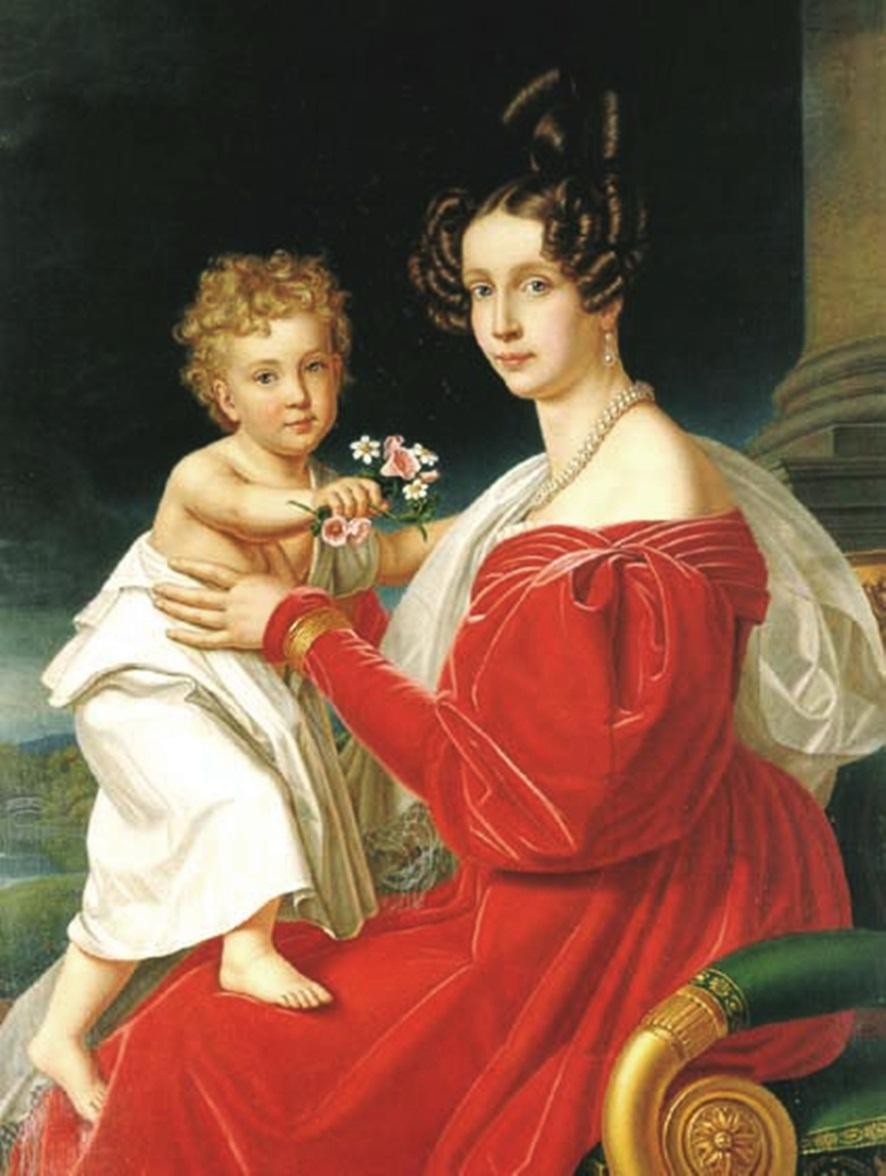
Franz Joseph và mẹ của ông Vương nữ Sophie của Bayern, của Joseph Karl Stieler

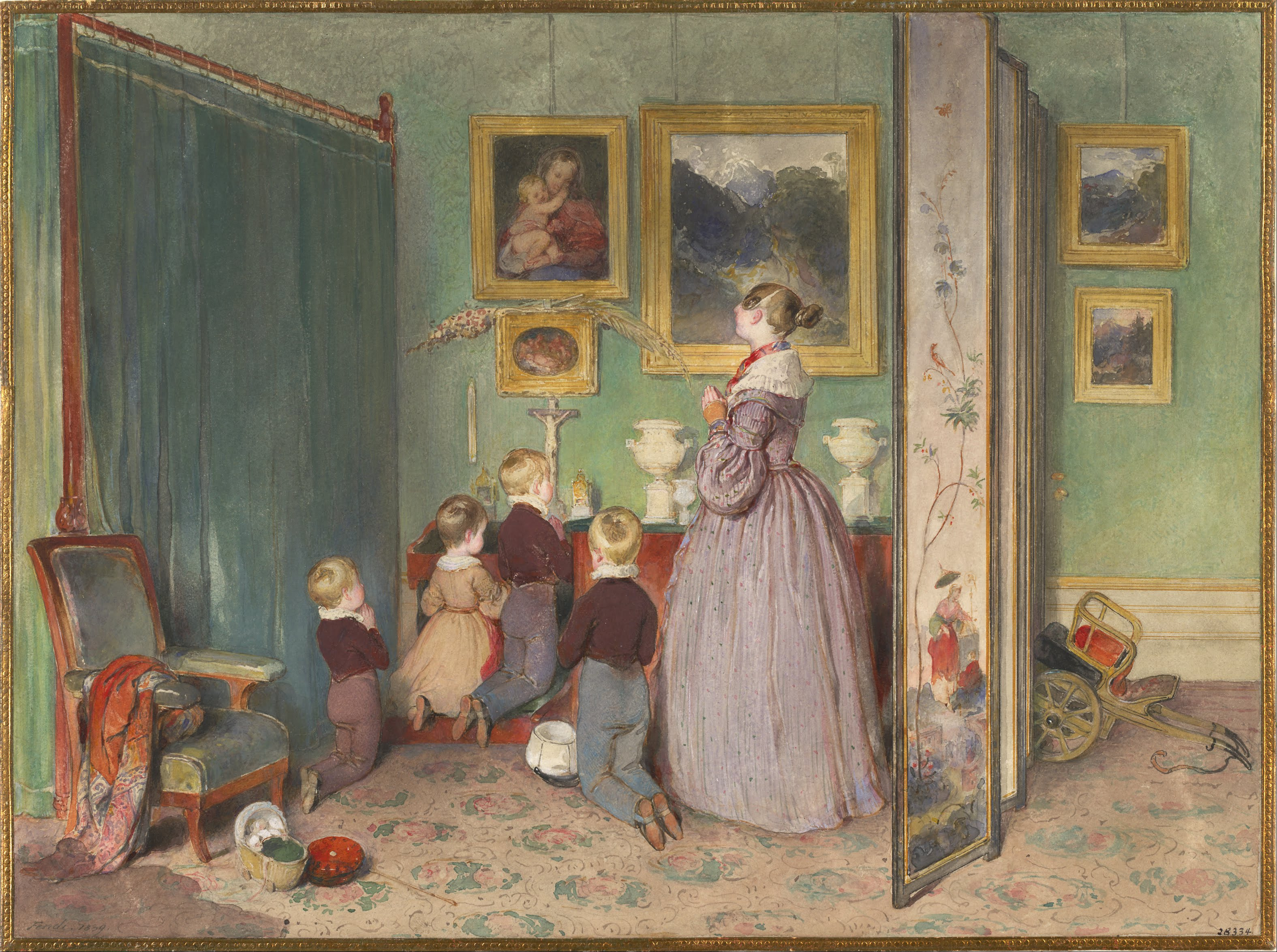
Gia đình Franz Joseph tụ họp cầu nguyện, 1839

Franz Joseph sinh ngày 18 tháng 8 năm 1830 tại Cung điện Schönbrunn ở kinh đô Viên (vào đúng ngày kỷ niệm 65 năm ngày mất của Franz xứ Lorraine) là con trai cả của Đại công tước Franz Karl (con trai út của Hoàng đế Franz I của Áo) và vợ là Vương nữ Sophie Friederike của Bayern. Vì bác của ông, trị vì từ năm 1835 với tư cách là Hoàng đế Ferdinand, bị động kinh và cha ông không có tham vọng và sống khép kín, nên mẹ của Đại công tước trẻ tuổi "Franzi" đã nuôi dạy ông như một hoàng đế tương lai, nhấn mạnh vào lòng tận tụy, trách nhiệm và sự siêng năng.
Vì lý do này, Franz Joseph luôn được người mẹ đầy tham vọng chính trị của mình xây dựng như một người kế vị tiềm năng cho ngai vàng ngay từ khi còn nhỏ.
Cho đến năm 7 tuổi, "Franzi" nhỏ bé được nuôi dưỡng dưới sự chăm sóc của bảo mẫu ("Aja") Louise von Sturmfeder. Sau đó, "nền giáo dục nhà nước" bắt đầu, nội dung chính của nó là "ý thức về nghĩa vụ", lòng sùng đạo và nhận thức về triều đại. Nhà thần học Joseph Othmar von Rauscher đã truyền đạt cho ông sự hiểu biết bất khả xâm phạm về quyền cai trị có nguồn gốc thần thánh (ân sủng thần thánh), và do đó, ông tin rằng không cần sự tham gia của dân chúng vào quyền cai trị dưới hình thức quốc hội.
Các nhà giáo dục Heinrich Franz von Bombelles và Đại tá Johann Baptist Coronini-Cronberg đã lên kế hoạch cho Đại công tước Franz học tập, ban đầu bao gồm 18 giờ mỗi tuần và được mở rộng lên 50 giờ mỗi tuần khi ông 16 tuổi. Một trong những trọng tâm chính của các bài học là việc tiếp thu ngôn ngữ: ngoài tiếng Pháp, ngôn ngữ ngoại giao thời bấy giờ, tiếng La Tinh và tiếng Hy Lạp cổ đại, tiếng Hungary, tiếng Séc, tiếng Ý và tiếng Ba Lan là những ngôn ngữ quốc gia quan trọng nhất của chế độ quân chủ. Ngoài ra, đại công tước còn được giáo dục phổ thông theo thông lệ vào thời điểm đó (bao gồm toán học, vật lý, lịch sử, địa lý), sau đó được bổ sung thêm luật pháp và khoa học chính trị. Nhiều hình thức giáo dục thể chất khác nhau đã hoàn thiện chương trình mở rộng này.
Vào sinh nhật lần thứ 13 của mình, Franz Joseph được bổ nhiệm làm Đại tá-Inhaber của Trung đoàn Dragoon số 3 và trọng tâm đào tạo của ông chuyển sang truyền đạt kiến thức chiến lược và chiến thuật cơ bản. Từ thời điểm đó trở đi, phong cách quân đội quyết định thời trang cá nhân của ông—trong suốt quãng đời còn lại, ông thường mặc quân phục của một sĩ quan quân đội. Franz Joseph sớm có thêm 3 người em trai, gồm có: Đại công tước Ferdinand Maximilian (sinh năm 1832, Hoàng đế tương lai Maximilian của Mexico); Đại công tước Karl Ludwig (sinh năm 1833, cha của Đại công tước Franz Ferdinand của Áo), và Đại công tước Ludwig Viktor (sinh năm 1842), và một người em gái, Nữ đại công tước Maria Anna (sinh năm 1835), người đã mất ở năm 4 tuổi.

## Cách mạng năm 1848
Trong cuộc Cách mạng 1848, Thủ tướng Áo, Thân vương Klemens von Metternich đã từ chức (tháng 3–tháng 4 năm 1848). Vị đại công tước trẻ tuổi, người (được nhiều người mong đợi) sẽ sớm kế vị bác mình trở thành hoàng đế Áo, được bổ nhiệm làm Thống đốc Bohemia vào ngày 6 tháng 4 năm 1848, nhưng không bao giờ đảm nhiệm chức vụ này. Thay vào đó, ông được cử ra mặt trận ở Ý, tham gia cùng Thống chế Radetzky trong chiến dịch vào ngày 29 tháng 4, được rửa tội bằng lửa vào ngày 5 tháng 5 tại Santa Lucia.
Theo mọi lời kể, ông đã xử lý trải nghiệm quân sự đầu tiên của mình một cách bình tĩnh và đầy phẩm giá. Cùng thời điểm đó, gia đình hoàng gia đang chạy trốn khỏi Viên để đến Innsbruck ở Tyrol, nơi yên tĩnh hơn. Được triệu hồi từ Bán đảo Ý, đại công tước đã đoàn tụ với phần còn lại của gia đình tại Innsbruck vào giữa tháng 6. Chính tại đây, Franz Joseph lần đầu tiên gặp người em họ và sau này là cô dâu tương lai của mình, Công nữ Elisabeth, khi đó mới 10 tuổi, nhưng dường như cuộc gặp gỡ đó không để lại nhiều ấn tượng.
Sau chiến thắng của Áo trước quân Ý tại Trận Custoza vào cuối tháng 7 năm 1848, triều đình cảm thấy an toàn khi trở về Viên, và Franz Joseph đã đi cùng họ. Nhưng chỉ trong vòng vài tuần, Viên lại có vẻ không an toàn, và vào tháng 9, triều đình lại rời đi một lần nữa, lần này là đến Olmütz ở Moravia. Lúc này, Alfred I xứ Windisch-Grätz, một chỉ huy quân sự có ảnh hưởng ở Bohemia, đã quyết tâm đưa vị đại công tước trẻ tuổi lên ngôi. Người ta cho rằng một người cai trị mới sẽ không bị ràng buộc bởi lời tuyên thệ tôn trọng chính quyền lập hiến mà Hoàng đế Ferdinand đã buộc phải đồng ý, và cần phải tìm một hoàng đế trẻ tuổi, năng nổ để thay thế Ferdinand tốt bụng nhưng không đủ sức khỏe về mặt tinh thần.

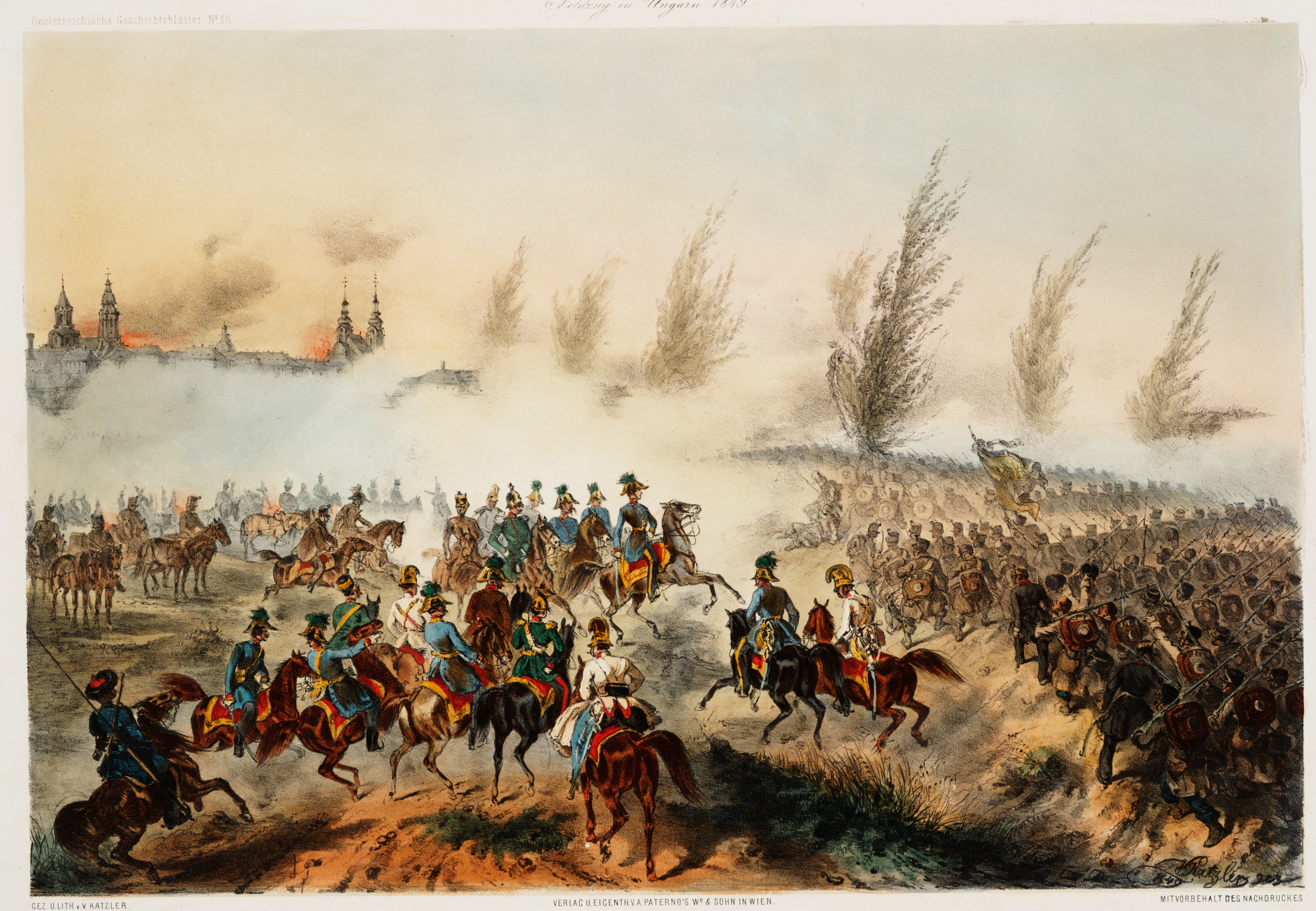
Trận Győr vào ngày 28 tháng 6 năm 1849. Franz Joseph tiến vào Győr dẫn đầu quân đội Áo.

Với sự thoái vị của người bác Ferdinand và sự từ bỏ quyền kế vị của cha mình (Franz Karl có tính cách ôn hòa), Franz Joseph đã kế vị ngôi Hoàng đế Áo tại Olmütz vào ngày 2 tháng 12 năm 1848. Vào thời điểm này, ông lần đầu tiên được biết đến với tên thánh thứ hai cũng như tên thánh đầu tiên của mình. Cái tên "Franz Joseph" được chọn để gợi lại ký ức về ông cố của Hoàng đế mới, Hoàng đế Joseph II (Hoàng đế La Mã Thần thánh từ năm 1765 đến năm 1790), được nhớ đến như một nhà cải cách hiện đại hóa.
Dưới sự chỉ đạo của thủ tướng mới, Hoàng thâm Felix xứ Schwarzenberg, hoàng đế mới ban đầu theo đuổi một lộ trình thận trọng, ban hành hiến pháp vào tháng 3 năm 1849. Đồng thời, cần phải có một chiến dịch quân sự chống lại người Hungary, những người đã nổi loạn chống lại chính quyền trung ương Habsburg nhân danh hiến pháp cổ xưa của họ. Franz Joseph cũng gần như ngay lập tức phải đối mặt với việc tái diễn cuộc chiến ở Ý, với Vua Carlo Alberto I của Sardegna lợi dụng những thất bại ở Hungary để tiếp tục chiến tranh vào tháng 3 năm 1849.
Tuy nhiên, xu hướng quân sự bắt đầu nhanh chóng chuyển hướng có lợi cho Franz Joseph và những người lính áo trắng của Áo. Gần như ngay lập tức, Carlo Alberto đã bị Radetzky đánh bại một cách quyết đoán tại Trận Novara và buộc phải đệ đơn xin cầu hòa, cũng như từ bỏ ngai vàng của mình.

### Cách mạng ở Hungary
Không giống như các khu vực khác do Quân chủ Habsburg cai trị, Vương quốc Hungary có một hiến pháp lịch sử lâu đời, hiến pháp này hạn chế quyền lực của hoàng gia và đã tăng đáng kể thẩm quyền của Nghị viện kể từ thế kỷ XIII. Luật cải cách Hungary (luật tháng 4) dựa trên 12 điểm thiết lập nền tảng cho các quyền dân sự và chính trị hiện đại, cải cách kinh tế và xã hội tại Vương quốc Hungary. Bước ngoặt quan trọng của các sự kiện Hungary là luật tháng 4 được bác của ông là Hoàng đế Ferdinand phê chuẩn, tuy nhiên, Hoàng đế trẻ tuổi Francis Joseph đã tùy tiện "hủy bỏ" các luật mà không có thẩm quyền pháp lý. Các quân chủ không có quyền hủy bỏ các luật của Nghị viện Hungary đã được thông qua. Hành động vi hiến này đã làm leo thang không thể đảo ngược xung đột giữa Nghị viện Hungary và Francis Joseph. Hiến pháp Stadion của Áo đã được Quốc hội Đế quốc Áo chấp nhận, nơi Hungary không có đại diện và theo truyền thống không có quyền lập pháp trên lãnh thổ của Vương quốc Hungary; mặc dù vậy, nó cũng cố gắng bãi bỏ Nghị viện Hungary (tồn tại như một quyền lập pháp tối cao ở Hungary kể từ cuối thế kỷ XII).
Hiến pháp mới của Áo cũng đi ngược lại hiến pháp lịch sử của Hungary, và thậm chí còn cố gắng vô hiệu hóa nó. Ngay cả toàn vẹn lãnh thổ của đất nước cũng bị đe dọa: Vào ngày 7 tháng 3 năm 1849, một tuyên bố của đế quốc đã được ban hành nhân danh Hoàng đế Franz Joseph, theo tuyên bố mới, lãnh thổ của Vương quốc Hungary sẽ được chia cắt và quản lý bởi năm quận quân sự, trong khi Thân vương quốc Transylvania sẽ được tái lập. Những sự kiện này đại diện cho một mối đe dọa hiện hữu rõ ràng và hiển nhiên đối với nhà nước Hungary. Hiến pháp Stadion mới bị hạn chế của Áo, việc bãi bỏ luật tháng 4 và chiến dịch quân sự của Áo chống lại Vương quốc Hungary đã dẫn đến sự sụp đổ của chính phủ Batthyány theo chủ nghĩa hòa bình (đã tìm kiếm sự đồng thuận với triều đình) và dẫn đến sự xuất hiện đột ngột của những người theo Lajos Kossuth trong Nghị viện Hungary, những người đòi hỏi nền độc lập hoàn toàn cho Hungary. Sự can thiệp quân sự của Áo vào Vương quốc Hungary đã dẫn đến tình cảm chống Habsburg mạnh mẽ trong người dân Hungary, do đó các sự kiện ở Hungary đã phát triển thành một cuộc chiến tranh giành độc lập hoàn toàn khỏi triều đại Habsburg.

#### Các vấn đề về hiến pháp và tính hợp pháp ở Hungary
Vào ngày 7 tháng 12 năm 1848, Nghị viện Hungary chính thức từ chối công nhận danh hiệu của vị vua mới, "vì nếu không có sự hiểu biết và đồng ý của Nghị viện, không ai có thể ngồi lên ngai vàng Hungary", và kêu gọi toàn quốc nổi dậy. Trong khi ở hầu hết các nước Tây Âu (như Pháp và Vương quốc Anh), triều đại của quốc vương bắt đầu ngay sau khi người tiền nhiệm qua đời, thì ở Hungary, lễ đăng quang là điều không thể thiếu; nếu không được thực hiện đúng cách, vương quốc vẫn "không có quân chủ".
Ngay cả trong thời kỳ liên minh cá nhân lâu dài giữa Vương quốc Hungary và các khu vực khác do Habsburg cai trị, các quân chủ Habsburg phải được trao vương miện là Vua của Hungary để ban hành luật pháp ở đó hoặc thực hiện các đặc quyền của hoàng gia trên lãnh thổ của Vương quốc Hungary. Về mặt pháp lý, theo lời tuyên thệ đăng quang, một vị vua Hungary đã đăng quang không được từ bỏ ngai vàng Hungary trong suốt cuộc đời của mình; nếu nhà vua còn sống và không thể thực hiện nhiệm vụ của mình với tư cách là người cai trị, một thống đốc (hoặc nhiếp chính, như cách gọi trong tiếng Anh) phải đảm nhận nhiệm vụ của hoàng gia. Về mặt hiến pháp, bác của Franz Josef là Cựu hoàng Ferdinand vẫn là vua hợp pháp của Hungary. Nếu không có khả năng tự động thừa kế ngai vàng do vị vua tiền nhiệm qua đời (vì Ferdinand vẫn còn sống), nhưng nhà vua muốn từ bỏ ngai vàng và bổ nhiệm một vị vua khác trước khi ông qua đời, về mặt kỹ thuật chỉ còn lại một giải pháp pháp lý: Nghị viện có quyền phế truất nhà vua và bầu một vị vua mới. Do căng thẳng về mặt pháp lý và quân sự, Nghị viện Hungary đã không ban cho Franz Joseph đặc ân đó. Sự kiện này đã tạo ra cái cớ hợp pháp cho cuộc nổi loạn. Trên thực tế, từ thời điểm này cho đến khi cuộc cách mạng bị dập tắt, Lajos Kossuth (với tư cách là nhiếp chính được bầu) đã trở thành người cai trị trên thực tế và trên danh nghĩa của Hungary.

#### Những khó khăn về quân sự ở Hungary

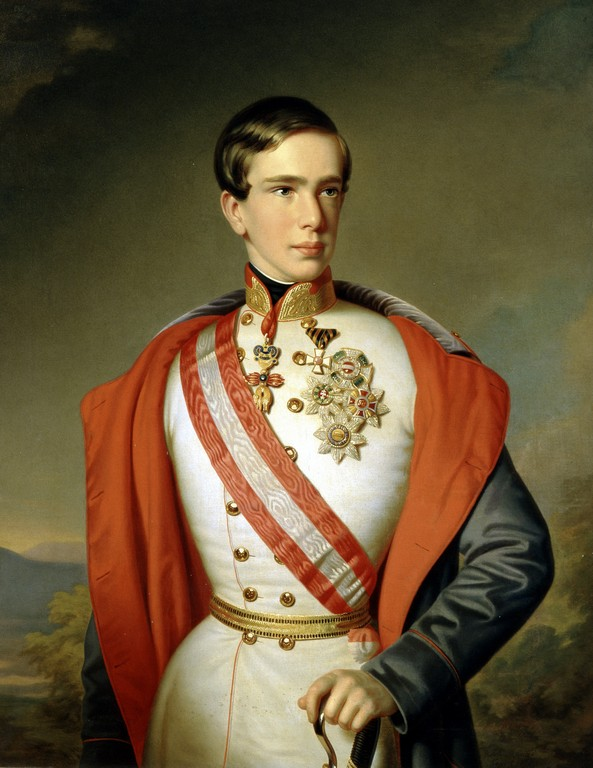
Franz Joseph năm 1851.

Trong khi các cuộc cách mạng ở các vùng lãnh thổ của Áo đã bị đàn áp vào năm 1849, thì ở Hungary, tình hình trở nên nghiêm trọng hơn và thất bại của Áo dường như sắp xảy ra. Cảm thấy cần phải bảo vệ quyền cai trị của mình, Franz Joseph đã tìm kiếm sự giúp đỡ từ Đế quốc Nga, yêu cầu sự can thiệp của Sa hoàng Nicolas I, để "ngăn chặn cuộc nổi loạn của Hungary phát triển thành một thảm họa của châu Âu". Để có được sự hỗ trợ quân sự của Nga, Franz Joseph đã hôn tay sa hoàng tại Warsaw vào ngày 21 tháng 5 năm 1849. Sa hoàng Nicholas đã ủng hộ Franz Joseph nhân danh Liên minh Thần thánh, và đã cử một đội quân hùng mạnh gồm 200.000 người cùng 80.000 quân hỗ trợ. Cuối cùng, liên quân của các lực lượng Nga và Áo đã đánh bại các lực lượng Hungary. Sau khi quyền lực của Habsburg được khôi phục, Hungary đã bị áp dụng thiết quân luật tàn bạo.
Với trật tự hiện đã được khôi phục trên khắp đế chế của mình, Franz Joseph cảm thấy tự do để từ bỏ những nhượng bộ hiến pháp mà ông đã đưa ra, đặc biệt là khi cuộc họp của Quốc hội Áo tại Kremsier đã hành xử—trong mắt vị Hoàng đế trẻ tuổi—một cách ghê tởm. Hiến pháp năm 1849 đã bị đình chỉ, và một chính sách tập trung tuyệt đối đã được thiết lập, do Bộ trưởng Nội vụ Nam tước Alexander von Bach chỉ đạo.

#### Vụ ám sát năm 1853

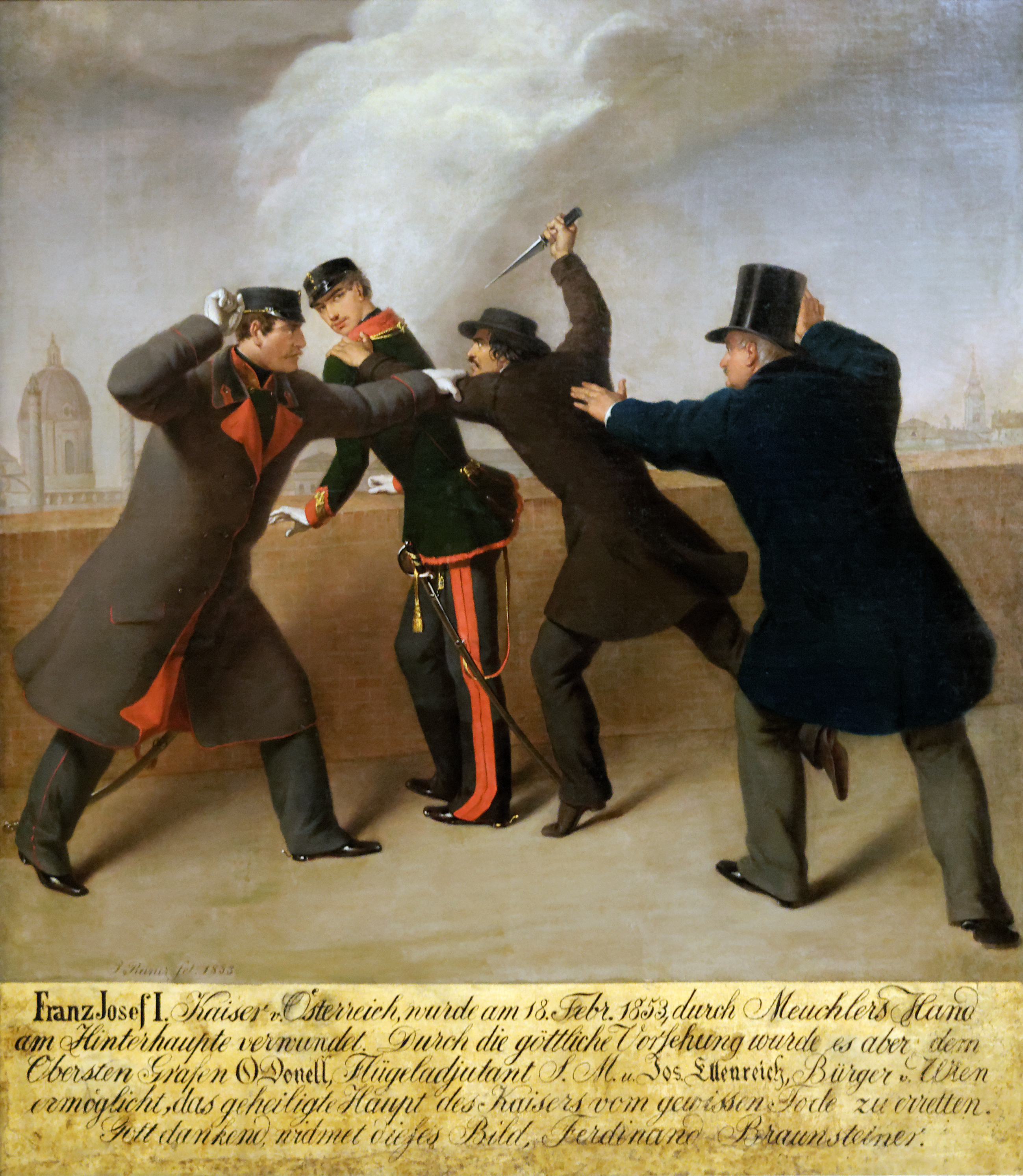
Vụ ám sát hoàng đế năm 1853.

Vào ngày 18 tháng 2 năm 1853, Franz Joseph đã sống sót sau vụ ám sát của nhà dân tộc chủ nghĩa Hungary János Libényi. Hoàng đế đang đi dạo với một trong những sĩ quan của mình, Bá tước Maximilian Karl Lamoral O'Donnell, trên một pháo đài thành phố, thì Libényi tiến đến gần ông. Ông ta lập tức đâm hoàng đế từ phía sau bằng một con dao thẳng vào cổ. Franz Joseph hầu như luôn mặc đồng phục, có cổ áo cao gần như che kín hoàn toàn cổ. Cổ áo của đồng phục vào thời điểm đó được làm từ chất liệu rất chắc chắn, chính xác là để chống lại loại tấn công này. Mặc dù Hoàng đế bị thương và chảy máu, nhưng cổ áo đã cứu mạng ông. Bá tước O'Donnell đã hạ gục Libényi bằng thanh kiếm của mình.
O'Donnell, cho đến lúc đó chỉ là Bá tước nhờ vào dòng dõi quý tộc Ireland của mình, đã được phong làm Bá tước hoàng gia của Đế chế Habsburg (Reichsgraf). Một nhân chứng khác tình cờ ở gần đó là Joseph Ettenreich (làm nghề giết mổ), đã nhanh chóng chế ngự Libényi. Vì hành động của mình, sau đó ông được hoàng đế nâng lên hàng quý tộc và trở thành Joseph von Ettenreich. Libényi sau đó đã bị đưa ra xét xử và bị kết án tử hình vì tội cố ý giết vua. Ông đã bị hành quyết tại Simmeringer Heide.
Sau cuộc tấn công không thành công này, em trai của hoàng đế là Đại công tước Ferdinand Maximilian đã kêu gọi các gia đình hoàng gia châu Âu quyên góp để xây dựng một nhà thờ mới tại địa điểm xảy ra cuộc tấn công. Nhà thờ sẽ là nơi cầu nguyện cho sự sống còn của hoàng đế. Nhà thờ nằm trên phố Ringstraße ở quận Alsergrund gần Đại học Viên và được gọi là Votivkirche. Sự sống còn của Franz Joseph cũng được tưởng nhớ ở Prague bằng cách dựng một bức tượng mới của Thánh Phanxicô thành Assisi, vị thánh bảo trợ của hoàng đế, trên Cầu Karl. Nó được tặng bởi Bá tước Franz Anton von Kolowrat-Liebsteinsky, minister-president đầu tiên của Đế chế Áo.

## Củng cố chính sách trong nước

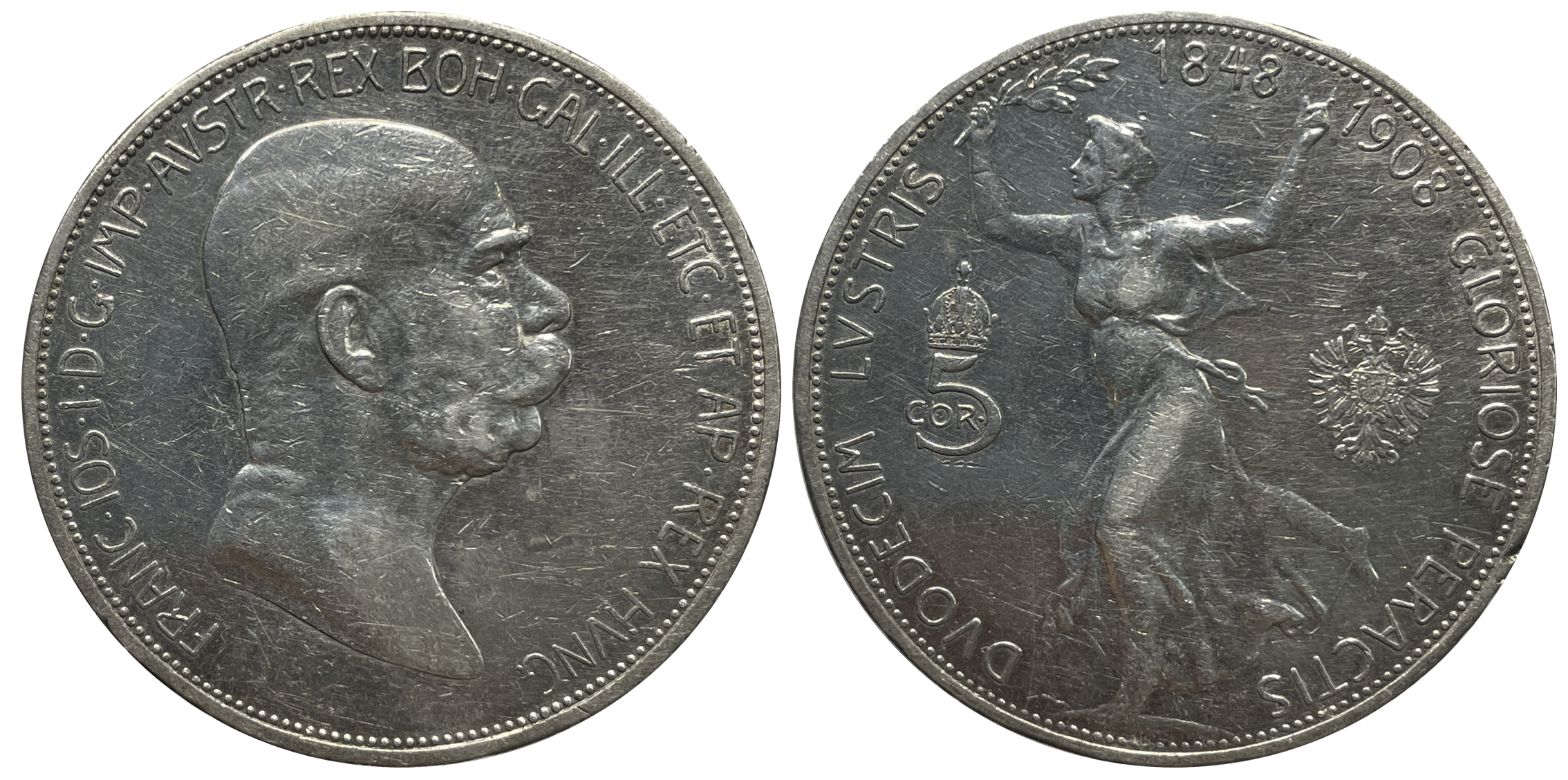
Xu bạc: 5 corona, 1908 – Kỷ niệm 60 năm trị vì của Franz Joseph

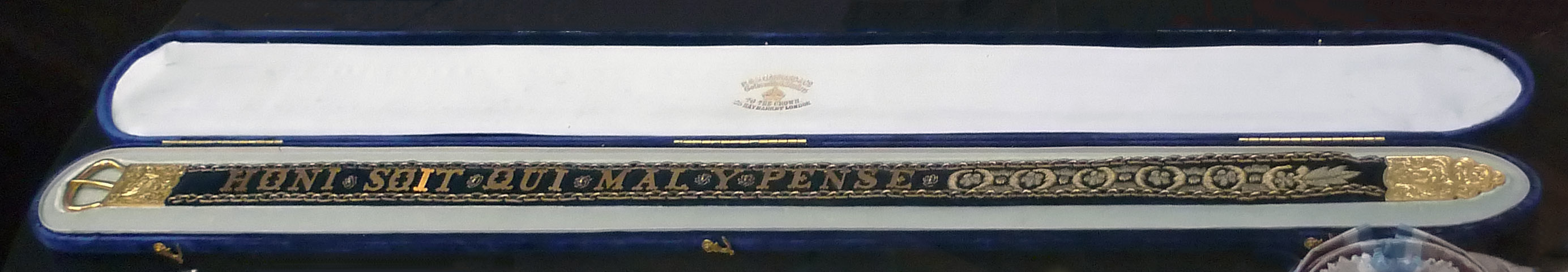
garter của Hoàng đế Franz Joseph I của Áo

Vài năm tiếp theo chứng kiến sự phục hồi có vẻ như của vị thế của Áo trên trường quốc tế sau những thảm họa gần kề năm 1848–1849. Dưới sự chỉ đạo của Schwarzenberg, Áo đã có thể ngăn chặn âm mưu của Vương quốc Phổ nhằm thành lập một Bang liên Đức mới dưới sự lãnh đạo của Phổ, ngoại trừ Áo. Sau cái chết sớm của Schwarzenberg vào năm 1852, ông không thể bị thay thế bởi những chính khách có tầm vóc ngang bằng, và bản thân hoàng đế đã thực sự tiếp quản vị trí thủ tướng. Ông là một trong những nhà cai trị Công giáo La Mã nổi tiếng nhất ở châu Âu và là kẻ thù hung dữ của Hội Tam Điểm.

### Thỏa hiệp Áo-Hung năm 1867

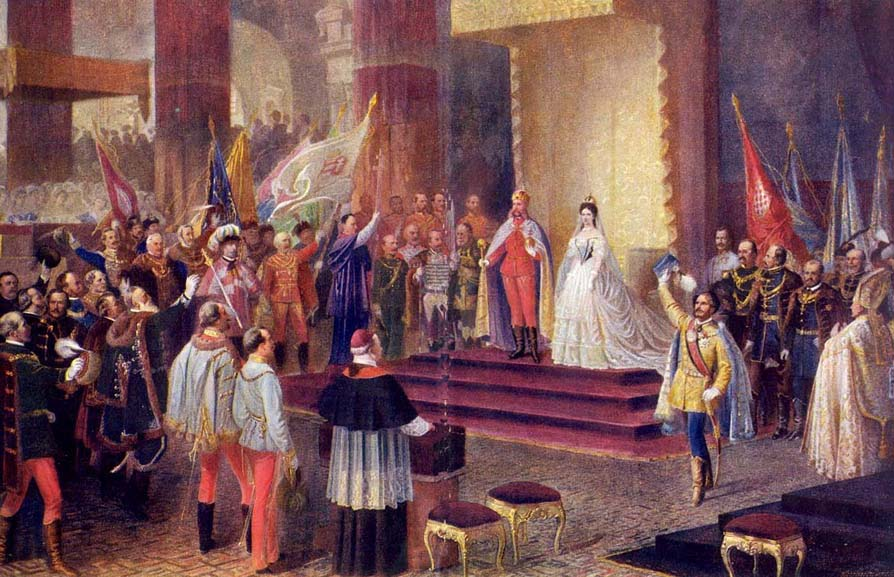
Lễ đăng quang của Franz Joseph với tư cách là Vua Tông đồ của Hungary. Tranh của Edmund Tull.

Những năm 1850, chứng kiến một số thất bại trong chính sách đối ngoại của Áo: Chiến tranh Krym, sự tan rã của liên minh với Nga và thất bại trong Chiến tranh giành độc lập Ý lần thứ hai. Những thất bại tiếp tục diễn ra trong những năm 1860 với thất bại trong Chiến tranh Áo-Phổ năm 1866, dẫn đến Thỏa hiệp Áo-Hung năm 1867.
Các nhà lãnh đạo chính trị Hungary có hai mục tiêu chính trong các cuộc đàm phán. Một là giành lại vị thế truyền thống (cả về mặt pháp lý và chính trị) của nhà nước Hungary, vốn đã mất sau Cách mạng Hungary năm 1848. Mục tiêu còn lại là khôi phục lại loạt luật cải cách của quốc hội cách mạng năm 1848, dựa trên 12 điểm thiết lập các quyền dân sự và chính trị hiện đại, cải cách kinh tế và xã hội ở Hungary.
Thỏa hiệp đã tái lập một phần chủ quyền của Vương quốc Hungary, tách biệt và không còn chịu sự chi phối của Đế quốc Áo. Thay vào đó, Vương quốc này được coi là đối tác bình đẳng với Áo. Thỏa hiệp này đã chấm dứt 18 năm cai trị chuyên chế và chế độ độc tài quân sự do Franz Joseph đưa ra sau Cách mạng Hungary năm 1848. Franz Joseph lên ngôi Vua Hungary vào ngày 8 tháng 6 và vào ngày 28 tháng 7, ông ban hành luật chính thức biến các lãnh địa Habsburg thành Quân chủ kép Áo-Hungary.
Theo Hoàng đế Franz Joseph, "Có ba người trong chúng tôi đã lập thỏa thuận: Deák, Andrássy và tôi".
Những khó khăn chính trị ở Áo liên tục gia tăng trong suốt cuối thế kỷ XIX và sang thế kỷ XX. Tuy nhiên, Franz Joseph vẫn được kính trọng vô cùng; quyền lực gia trưởng của hoàng đế đã giữ cho Đế chế thống nhất trong khi các chính trị gia thì cãi vã lẫn nhau.

### Câu hỏi Bohemia

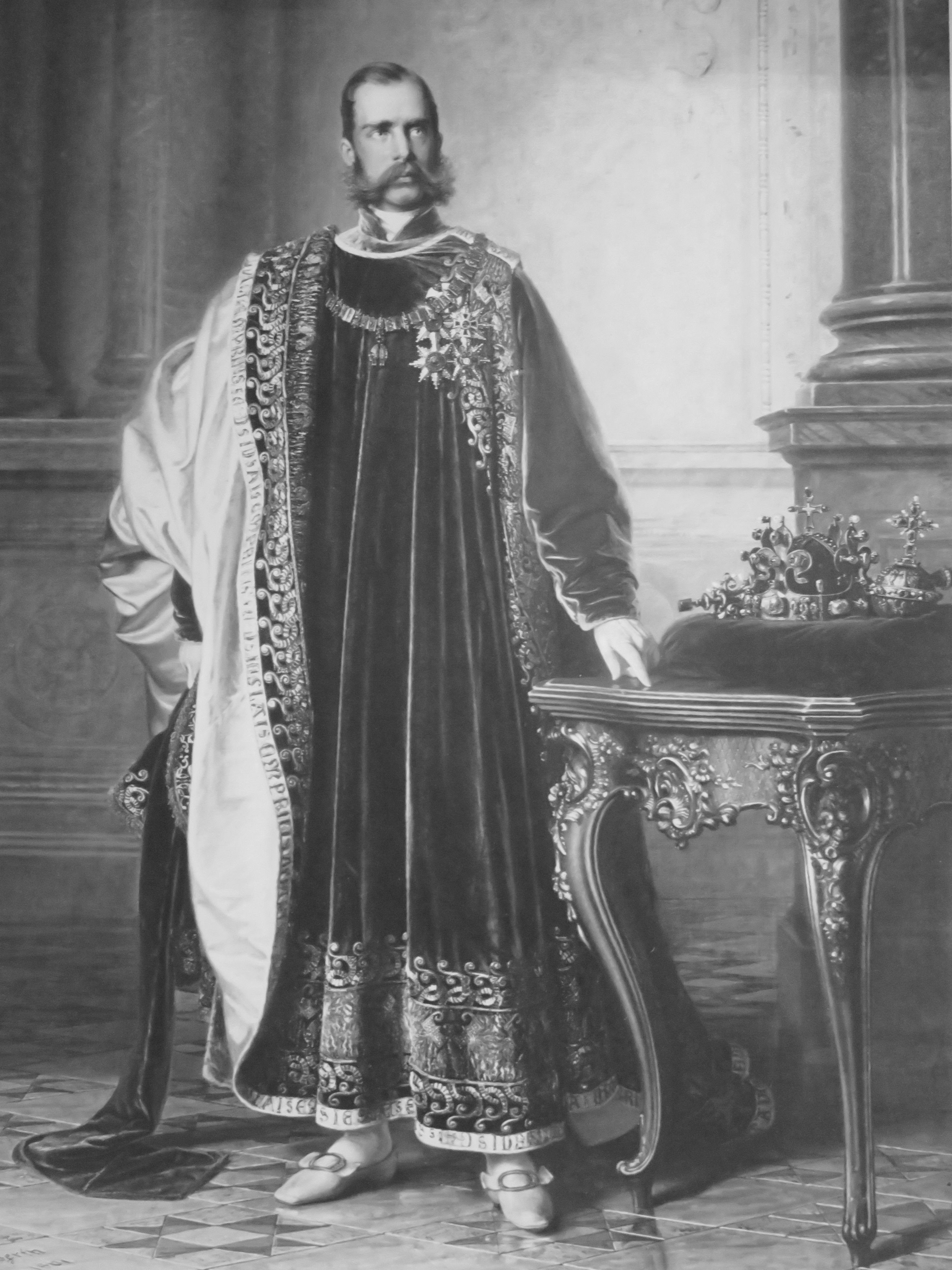
Franz Joseph trong bộ lễ phục của Huân chương Lông cừu vàng, với Đồ trang sức vương miện Bohemian bên cạnh. Tranh của Eduard von Engerth cho Hội đồng Bohemian, 1861.

Sau khi Franz Joseph lên ngôi vào năm 1848, các đại diện chính trị của Vương quốc Bohemia hy vọng và nhấn mạnh rằng cần phải tính đến các quyền nhà nước lịch sử của họ trong hiến pháp sắp tới. Họ cảm thấy vị thế của Bohemia trong chế độ quân chủ Habsburg nên được nhấn mạnh bằng lễ đăng quang của người cai trị mới cho vua Bohemia tại Prague (lễ đăng quang cuối cùng diễn ra vào năm 1836). Tuy nhiên, trước thế kỷ 19, nhà Habsburg đã cai trị Bohemia theo quyền thừa kế và không cho rằng cần phải có lễ đăng quang riêng.
Chính phủ mới của ông đã thiết lập hệ thống tân chuyên chế trong các vấn đề nội bộ của Áo để biến Đế chế Áo thành một nhà nước thống nhất, tập trung và được quản lý theo chế độ quan liêu. Khi Franz Joseph trở lại chế độ cai trị theo hiến pháp sau những thảm họa ở Ý tại Trận Magenta và Trận Solferino và triệu tập các hội đồng của vùng đất của mình, vấn đề đăng quang của ông với tư cách là vua của Bohemia một lần nữa lại trở lại chương trình nghị sự, như đã không xảy ra kể từ năm 1848. Vào ngày 14 tháng 4 năm 1861, Hoàng đế Franz Joseph đã tiếp một phái đoàn từ Hội đồng Bohemia với những lời của ông (bằng tiếng Séc):
Tôi sẽ tự mình đăng quang làm Vua của Bohemia tại Praha, và tôi tin rằng một mối liên kết mới, không thể phá vỡ về lòng tin và lòng trung thành giữa ngai vàng của Tôi và Vương quốc Bohemia của Tôi sẽ được củng cố thông qua nghi lễ thiêng liêng này.

Trái ngược với người tiền nhiệm của mình là Hoàng đế Ferdinand I của Áo (người đã dành phần đời còn lại của mình sau khi thoái vị vào năm 1848 ở Bohemia và đặc biệt là ở Praha), Franz Joseph chưa bao giờ được đăng quang riêng với tư cách là vua của Bohemia. Năm 1861, các cuộc đàm phán đã thất bại vì những vấn đề hiến pháp chưa được giải quyết. Tuy nhiên, vào năm 1866, chuyến thăm của hoàng đế tới Prague sau thất bại tại Trận Königgrätz đã thành công rực rỡ, được chứng minh bằng số lượng lớn ảnh mới được chụp.

Chân dung của Philip de László, 1899

Năm 1867, thỏa hiệp Áo-Hung và sự ra đời của chế độ quân chủ kép khiến người Séc và giới quý tộc của họ không được công nhận các quyền nhà nước riêng biệt của người Bohemia mà họ đã hy vọng. Bohemia vẫn là một phần của Vùng đất của Vương quyền Áo. Ở Bohemia, sự phản đối chủ nghĩa nhị nguyên đã diễn ra dưới hình thức các cuộc biểu tình đường phố biệt lập, các nghị quyết từ các đại diện quận và thậm chí là các cuộc họp phản đối quần chúng ngoài trời, giới hạn ở các thành phố lớn nhất, chẳng hạn như Prague. Tờ báo Séc Národní listy phàn nàn rằng người Séc vẫn chưa được bồi thường cho những mất mát và đau khổ trong chiến tranh của họ trong Chiến tranh Áo-Phổ, và vừa chứng kiến các quyền nhà nước lịch sử của họ bị gạt sang một bên và đất đai của họ bị sáp nhập vào "nửa kia" của Chế độ quân chủ Áo-Hung, thường được gọi là "Cisleithania".
Niềm hy vọng của người Séc lại được hồi sinh vào năm 1870–1871. Trong một Sắc lệnh Hoàng gia ngày 26 tháng 9 năm 1870, Franz Joseph một lần nữa nhắc đến uy tín và vinh quang của Vương quyền Bohemia và ý định tổ chức lễ đăng quang của ông. Dưới thời Bộ trưởng-Chủ tịch Karl Hohenwart vào năm 1871, chính quyền Cisleithania đã đàm phán một loạt các điều khoản cơ bản nêu rõ mối quan hệ giữa Lãnh thổ vương quyền Bohemia với phần còn lại của Chế độ quân chủ Habsburg. Vào ngày 12 tháng 9 năm 1871, Franz Joseph tuyên bố:
Nhớ đến vị trí hiến pháp của Vương quyền Bohemia và nhận thức được vinh quang và quyền lực mà Vương quyền đó đã trao cho chúng tôi và những người tiền nhiệm của chúng tôi… chúng tôi vui mừng công nhận các quyền của vương quốc và sẵn sàng đổi mới sự công nhận đó thông qua lời tuyên thệ đăng quang của chúng tôi.

Đối với lễ đăng quang đã lên kế hoạch, nhà soạn nhạc Bedřich Smetana đã viết vở opera Libuše, nhưng buổi lễ đã không diễn ra. Việc thành lập Đế quốc Đức, sự phản đối trong nước từ những người theo chủ nghĩa tự do nói tiếng Đức (đặc biệt là người Đức-Bohemia) và từ người Hungary đã khiến các Điều khoản cơ bản bị hủy bỏ. Hohenwart đã từ chức và không có gì thay đổi.
Nhiều người Séc đang chờ đợi những thay đổi chính trị trong chế độ quân chủ, bao gồm Tomáš Garrigue Masaryk và những người khác. Masaryk phục vụ tại Reichsrat (Thượng viện) từ năm 1891 đến năm 1893 trong Đảng Thanh niên Séc và một lần nữa từ năm 1907 đến năm 1914 trong Đảng Hiện thực Séc (mà ông đã thành lập năm 1900), nhưng ông đã không vận động cho nền độc lập của người Séc và người Slovak khỏi Áo-Hung. Tại Viên năm 1909, ông đã giúp Hinko Hinković bào chữa trong phiên tòa bịa đặt chống lại các thành viên người Croatia và người Serbia nổi tiếng của Liên minh Serbia-Croatia (như Frano Supilo và Svetozar Pribićević), và những người khác, những người đã bị kết án hơn 150 năm tù và một số án tử hình. Vấn đề Bohemian sẽ vẫn chưa được giải quyết trong toàn bộ thời kỳ trị vì của Franz Joseph.

## Chính sách đối ngoại

### Câu hỏi Đức

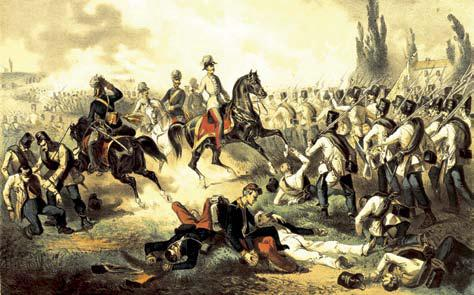
Franz Joseph cùng quân lính của mình trong Solferino, chiến đấu trong Chiến tranh Pháp-Áo năm 1859

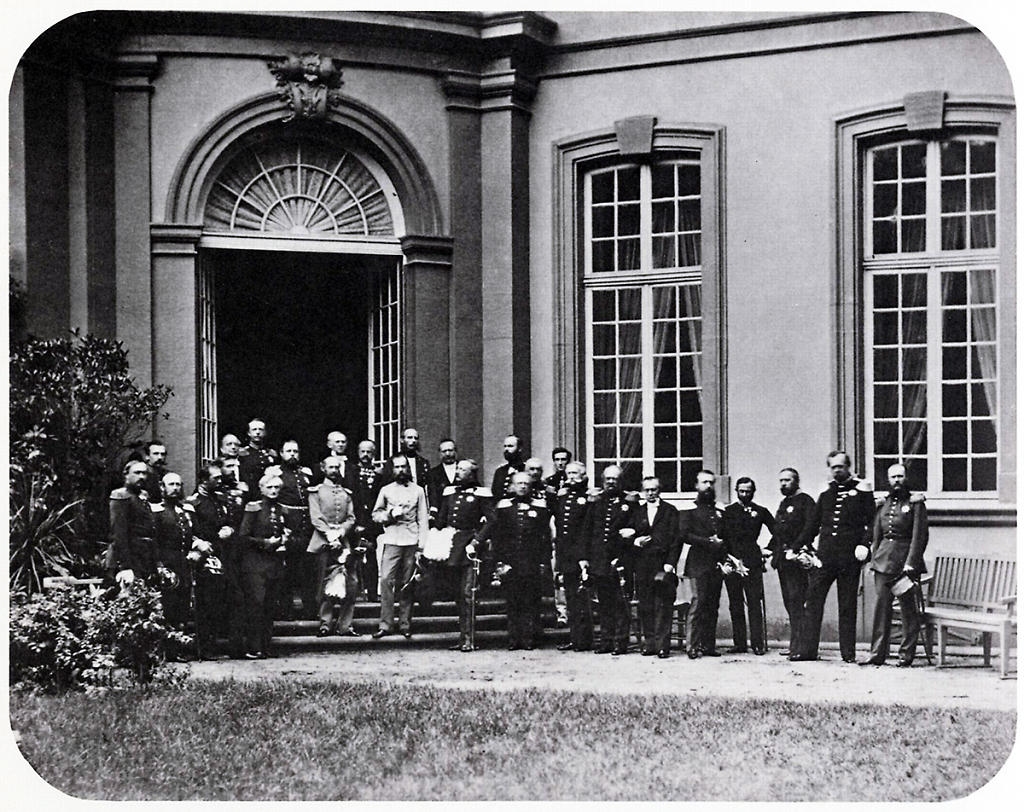
Hoàng đế Franz Joseph (ở giữa mặc quân phục trắng) tại Đại hội các Thân vương Đức ở Thành bang tự do Frankfurt, 1863

Mục tiêu chính sách đối ngoại của Franz Joseph là thống nhất nước Đức dưới quyền trị vì của Nhà Habsburg. Điều này được biện minh trên cơ sở tiền lệ; từ năm 1452 đến khi Đế chế La Mã Thần thánh sụp đổ vào năm 1806, chỉ có một giai đoạn gián đoạn ngắn ngủi dưới thời Nhà Wittelsbach của Tuyển hầu xứ Bayern, Nhà Habsburg nói chung đã nắm giữ ngai vàng Đức một cách liên tục và lâu dài. Tuy nhiên, mong muốn của Franz Joseph là giữ lại các vùng lãnh thổ không phải của Đức thuộc Đế chế Áo Habsburg trong trường hợp nước Đức thống nhất, và điều này đã tỏ ra có vấn đề, vì những nhà nước liên minh cá nhân đó không phải dân tộc Đức và rất đa dạng ngôn ngữ.
Hai phe phái nhanh chóng phát triển: một nhóm trí thức Đức ủng hộ một nước Đức lớn hơn (Großdeutschland) dưới quyền Nhà Habsburg; phe còn lại ủng hộ một nước Đức nhỏ hơn (Kleindeutschland). Những người Đức theo trường phái Großdeutschland ủng hộ việc đưa Áo vào một quốc gia toàn Đức mới với lý do rằng Áo luôn là một phần của các Đế chế Đức, rằng Áo là cường quốc hàng đầu của Bang liên Đức và sẽ là vô lý nếu loại trừ 8 triệu người Đức ở Đế chế Áo khỏi một quốc gia toàn Đức. Những người ủng hộ một nước Đức nhỏ hơn đã phản đối việc đưa Áo vào với lý do rằng đây là một quốc gia liên minh cá nhân với nhiều nhà nước và thể hiện sự đa chủng tộc, không phải là một quốc gia Đức, và việc đưa nước này vào sẽ đưa hàng triệu người không phải người Đức vào một quốc gia của dân tộc Đức.
Nếu nước Đức lớn hơn thắng thế, vương miện nhất thiết phải thuộc về Hoàng đế Franz Joseph của Habsburg, người không muốn nhượng lại nó cho bất kỳ ai khác ngay từ đầu. Mặt khác, nếu ý tưởng về một nước Đức nhỏ hơn thắng thế, vương miện Đức tất nhiên không thể thuộc về Hoàng đế Áo, mà sẽ được trao cho quân chủ cai trị một nhà nước lớn nhất với uy quyền mạnh mẽ nhất trong số các nhà nước Đức còn lại trong liên bang bên ngoài nước Áo, đó chính là Vua của Phổ thuộc Nhà Hohenzollern. Cuộc cạnh tranh giữa hai ý tưởng này nhanh chóng phát triển thành cuộc cạnh tranh giữa Áo và Phổ. Sau khi Phổ giành chiến thắng quyết định trong Chiến tranh Bảy tuần, câu hỏi này đã được giải quyết; Áo không mất bất kỳ lãnh thổ nào vào tay Phổ miễn là họ vẫn đứng ngoài các vấn đề của Đức. Cuộc chiến tranh này cũng đã khai tử nhiều đồng minh của Áo, họ bị Vương quốc Phổ xoá sổ và sáp nhập lãnh thổ và biến thành những tỉnh của Phổ, điển hình nhất là Vương quốc Hannover và Công quốc Nassau.

### Liên minh Tam đế
Năm 1873, hai năm sau khi nước Đức thống nhất, Franz Joseph đã gia nhập Liên minh tam Đế (Dreikaiserbund) với Hoàng đế Wilhelm I của Đức và Hoàng đế Aleksandr II của Nga, năm 1881 được Aleksandr III của Nga thay thế. Liên minh này được thiết kế bởi thủ tướng Đức Otto von Bismarck, như một nỗ lực để duy trì hòa bình của châu Âu. Nó sẽ kéo dài không liên tục cho đến năm 1887.

### Vatican
Năm 1903, quyền phủ quyết của Franz Joseph về Jus exclusivae đối với cuộc bầu cử Hồng y Mariano Rampolla vào ghế Giáo hoàng đã được Hồng y Jan Puzyna de Kosielsko chuyển đến mật nghị Giáo hoàng. Đây là lần sử dụng quyền phủ quyết cuối cùng như vậy, vì Giáo hoàng mới Pius X đã cấm sử dụng trong tương lai và quy định tuyệt thông đối với bất kỳ nỗ lực nào.

### Bosnia và Herzegovina
Vào giữa những năm 1870, một loạt các cuộc nổi loạn dữ dội chống lại sự cai trị của Đế quốc Ottoman đã nổ ra ở Bán đảo Balkan, và người Ottoman đã đáp trả bằng những cuộc trả đũa dữ dội và áp bức không kém. Sa hoàng Aleksandr II của Nga, muốn can thiệp chống lại người Ottoman, đã tìm kiếm và đạt được một thỏa thuận với Áo-Hung.
Trong Công ước Budapest năm 1877, hai cường quốc đã đồng ý rằng Nga sẽ sáp nhập miền nam Bessarabia, và Áo-Hung sẽ giữ thái độ trung lập nhân từ đối với Nga trong cuộc chiến sắp xảy ra với người Ottoman. Để đền bù cho sự hỗ trợ này, Nga đã đồng ý để Áo-Hung sáp nhập Bosnia-Herzegovina. Chỉ 15 tháng sau, người Nga đã áp đặt lên người Ottoman Hiệp ước San Stefano, trong đó từ bỏ hiệp định Budapest và tuyên bố rằng Bosnia-Herzegovina sẽ do quân đội Nga và Áo cùng chiếm đóng.
Hiệp ước đã bị lật ngược bởi Hiệp ước Berlin năm 1878, cho phép Áo chiếm đóng Bosnia-Herzegovina nhưng không nêu rõ cách giải quyết cuối cùng đối với các tỉnh. Sự thiếu sót đó đã được giải quyết trong thỏa thuận của Liên minh tam hoàng năm 1881, khi cả Đức và Nga đều tán thành quyền sáp nhập Bosnia-Herzegovina của Áo-Hung.{{sfn|Albertini|2005|p=37} Tuy nhiên, đến năm 1897, dưới thời một sa hoàng mới, chính phủ Đế quốc Nga đã một lần nữa rút lại sự ủng hộ đối với việc Áo sáp nhập Bosnia-Herzegovina. Bộ trưởng ngoại giao Nga, Bá tước Mikhail Muravyov, tuyên bố rằng việc Áo sáp nhập Bosnia-Herzegovina sẽ đặt ra "một câu hỏi rộng lớn đòi hỏi phải xem xét đặc biệt".
Năm 1908, Bộ trưởng ngoại giao Nga là Alexander Izvolsky, đã đề nghị Nga hỗ trợ, lần thứ ba, cho việc Áo-Hung sáp nhập Bosnia và Herzegovina, để đổi lấy sự hỗ trợ của Áo trong việc mở cửa Eo biển Bosporus và Dardanelles cho các tàu chiến của Nga từ Biển Đen vào Địa Trung Hải. Bộ trưởng ngoại giao Áo là Alois von Aehrenthal, đã theo đuổi lời đề nghị này một cách mạnh mẽ, dẫn đến thỏa thuận có đi có lại với Izvolsky, đạt được vào ngày 16 tháng 9 năm 1908 tại Hội nghị Buchlau. Tuy nhiên, Izvolsky đã thực hiện thỏa thuận này với Aehrenthal mà không có sự cho phép của Sa hoàng Nicholas II hoặc chính phủ của ông ở St. Petersburg, hoặc bất kỳ cường quốc nước ngoài nào khác bao gồm Anh, Pháp và Vương quốc Serbia.
Dựa trên những đảm bảo của Hội nghị Buchlau và các hiệp ước trước đó, Franz Joseph đã ký tuyên bố sáp nhập Bosnia-Herzegovina vào Đế chế Áo-Hung vào ngày 6 tháng 10 năm 1908. Tuy nhiên, một cuộc khủng hoảng ngoại giao đã nổ ra, khi cả người Serbia và người Ý đều yêu cầu bồi thường cho việc sáp nhập, nhưng chính phủ Áo-Hung đã từ chối giải quyết. Sự cố này không được giải quyết cho đến khi Hiệp ước Berlin được sửa đổi vào tháng 4 năm 1909, làm gia tăng căng thẳng giữa Áo-Hung và người Serbia.

## Sự bùng nổ của Thế chiến thứ nhất
Vào ngày 28 tháng 6 năm 1914, cháu trai và người thừa kế hợp pháp của Franz Joseph là Đại công tước Franz Ferdinand, cùng người vợ quý tiện kết hôn Sophie, Nữ công tước xứ Hohenberg, đã bị ám sát bởi Gavrilo Princip, một người theo chủ nghĩa dân tộc Nam Tư gốc Serbia, trong chuyến thăm Sarajevo. Franz Joseph biết về vụ ám sát Franz Ferdinand từ phụ tá của mình, tướng kỵ binh Eduard von Paar, người cũng đã viết phản ứng của hoàng đế trong nhật ký của mình: "người ta không được thách thức Đấng toàn năng. Theo cách này, một thế lực siêu nhiên đã khôi phục lại trật tự mà thật không may là tôi không thể duy trì được".
Trong khi hoàng đế bị lung lay và phải tạm dừng kỳ nghỉ để trở về Viên, ông đã sớm tiếp tục kỳ nghỉ của mình tại Kaiservilla của mình ở Bad Ischl. Quyết định ban đầu trong "Cuộc khủng hoảng tháng 7" thuộc về Bá tước Leopold Berchtold, bộ trưởng ngoại giao Áo; Bá tước Franz Conrad von Hötzendorf, tham mưu trưởng quân đội Áo-Hung và các bộ trưởng khác. Nghị quyết cuối cùng của các cuộc thảo luận của chính phủ Áo-Hung trong những tuần sau vụ ám sát Đại công tước là đưa ra tối hậu thư cho Vương quốc Serbia về các yêu cầu chi tiết mà gần như chắc chắn Serbia sẽ không thể hoặc không muốn tuân thủ, do đó đóng vai trò là "cơ sở pháp lý cho chiến tranh".
Một tuần sau khi tối hậu thư của Áo-Hung được chuyển đến Serbia, vào ngày 28 tháng 7, chiến tranh đã được tuyên bố. Trong vòng vài tuần, Đức, Nga, Pháp và Anh đều đã tham gia vào cuộc chiến cuối cùng được gọi là Thế chiến thứ nhất. Vào ngày 6 tháng 8, Franz Joseph đã ký tuyên bố chiến tranh chống lại Nga.

## Qua đời
Franz Joseph qua đời tại Cung điện Schönbrunn vào tối ngày 21 tháng 11 năm 1916, thọ 86 tuổi. Ông qua đời vì bệnh viêm phổi ở phổi phải vài ngày sau khi bị cảm lạnh khi đi dạo trong Công viên Schönbrunn với Vua Ludwig III của Bayern. Ông được kế vị bởi cháu trai của mình là Đại công tước Karl Franz Josef, người trị vì cho đến khi đế chế sụp đổ sau thất bại vào cuối Thế chiến thứ nhất năm 1918.
Ông được chôn cất tại Hầm mộ Hoàng gia ở Viên.

## Hôn nhân
Người ta thường cho rằng hoàng đế nên kết hôn và sinh con nối dõi càng sớm càng tốt. Nhiều cô dâu tiềm năng đã được cân nhắc, bao gồm Công nữ Elisabeth xứ Modena, Vương nữ Anna của Phổ và Vương nữ Sidonia của Sachsen. Mặc dù trong đời sống thường ngày, Franz Joseph là người điều hành công việc rất tốt, nhưng trong đời sống riêng tư, mẹ ông vẫn có ảnh hưởng quan trọng. Sophie muốn củng cố mối quan hệ giữa Nhà Habsburg và Nhà Wittelsbach—chính bà cũng xuất thân từ Nhà Wittelsbach—và hy vọng sẽ ghép đôi Franz Joseph với Helene ("Néné"), con gái cả của em gái Ludovika, người kém hoàng đế bốn tuổi.
Tuy nhiên, Franz Joseph lại yêu sâu sắc Elisabeth ("Sisi"), em gái của Néné, một cô gái xinh đẹp 15 tuổi, và nhất quyết muốn cưới cô. Sophie đã chấp thuận, mặc dù cô vẫn còn nghi ngờ về sự phù hợp của Sisi với tư cách là một hoàng hậu, và cặp đôi trẻ đã kết hôn vào ngày 24 tháng 4 năm 1854 tại Nhà thờ St. Augustine, Viên. 
Cuộc hôn nhân của họ cuối cùng đã chứng minh là không hạnh phúc; mặc dù Franz Joseph say đắm yêu vợ mình, nhưng tình cảm đó không phải là đáp lại. Elisabeth chưa bao giờ thực sự thích nghi với cuộc sống tại triều đình, và thường xuyên xung đột với gia đình hoàng gia. Con gái đầu lòng của họ là Sophie chết khi còn là trẻ sơ sinh, và con trai duy nhất của họ là Thái tử Rudolf chết do tự tử vào năm 1889 trong Sự cố Mayerling.
Năm 1885, Franz Joseph gặp Katharina Schratt, một nữ diễn viên hàng đầu của sân khấu Viên, và cô đã trở thành bạn và người bạn tâm giao của ông. Mối quan hệ này kéo dài suốt quãng đời còn lại của ông, và ở một mức độ nào đó, được Elisabeth chấp nhận. Franz Joseph đã xây dựng Villa Schratt ở Bad Ischl cho cô, và cũng cung cấp cho cô một cung điện nhỏ ở Viên. Mặc dù mối quan hệ của họ kéo dài trong 34 năm, nhưng nó vẫn là tình bạn trong sáng.
Hoàng hậu là một người thích du lịch, cưỡi ngựa và là chuyên gia thời trang, người hiếm khi xuất hiện ở Viên. Sisi bị ám ảnh về việc giữ gìn vẻ đẹp của mình, thực hiện nhiều thói quen kỳ lạ và tập thể dục vất vả, kết quả là cô bị bệnh. Cô đã bị một người theo chủ nghĩa vô chính phủ người Ý là Luigi Lucheni đâm chết vào năm 1898 khi đang thăm Geneva. Vài ngày sau đám tang, Robert xứ Parma đã viết trong một lá thư gửi cho người bạn Tirso de Olazábal rằng "Thật đáng thương khi nhìn vào Hoàng đế, ông ấy đã thể hiện rất nhiều năng lượng trong nỗi đau đớn tột cùng của mình, nhưng đôi khi người ta có thể thấy được tất cả sự đau buồn to lớn của ông ấy". Franz Joseph không bao giờ hoàn toàn bình phục sau mất mát này. Theo hoàng hậu tương lai Zita xứ Bourbon-Parma, ông đã nói với người thân của mình: "Các bạn sẽ không bao giờ biết cô ấy quan trọng với tôi như thế nào" hoặc, theo một số nguồn tin, "Các bạn sẽ không bao giờ biết tôi yêu người phụ nữ này nhiều như thế nào đâu". 

### Mối quan hệ với Franz Ferdinand
Đại công tước Franz Ferdinand trở thành người thừa kế hợp pháp (Thronfolger) ngai vàng của Áo-Hung vào năm 1896, sau cái chết của người anh họ Rudolf, Thái tử của Áo (năm 1889) và cha ông là Karl Ludwig (năm 1896). Mối quan hệ giữa ông và Franz Joseph luôn khá căng thẳng, và càng trở nên trầm trọng hơn khi Franz Ferdinand tuyên bố mong muốn kết hôn với Nữ bá tước Sophie Chotek. Hoàng đế thậm chí còn không cân nhắc đến việc ban phước lành cho cuộc hôn nhân này, vì Sophie chỉ là người có địa vị quý tộc, không phải là người có địa vị triều đại, cho nên đây sẽ là cuộc hôn nhân quý tiện kết hôn.
Mặc dù hoàng đế đã nhận được thư từ các thành viên trong gia đình hoàng gia trong suốt mùa thu và mùa đông năm 1899, cầu xin ông nhượng bộ, Franz Joseph vẫn giữ vững lập trường của mình. Cuối cùng, ông đã đồng ý vào năm 1900. Tuy nhiên, cuộc hôn nhân này là quý tiện kết hôn và bất kỳ đứa con nào của cuộc hôn nhân này đều không đủ điều kiện để kế vị ngai vàng. Cặp đôi đã kết hôn vào ngày 1 tháng 7 năm 1900 tại Reichstadt. Hoàng đế không tham dự lễ cưới, cũng như không có sự hiện diện của bất kỳ một đại công tước nào trong đế chế. Sau đó, hai bác cháu đã không ưa và tin tưởng nhau.
Những tương tác của ông với Franz Ferdinand rất căng thẳng; người hầu cận riêng của hoàng đế đã nhớ lại trong hồi ký của mình rằng:
"sấm sét luôn nổi lên dữ dội khi họ thảo luận".
Sau vụ ám sát Franz Ferdinand và Sophie năm 1914, con gái của Franz Joseph là Marie Valerie, lưu ý rằng cha cô đã bày tỏ sự tin tưởng lớn hơn vào người thừa kế mới, cháu trai của ông là Đại công tước Karl. Hoàng đế thừa nhận với con gái mình về vụ ám sát:
"Đối với ta, đó là sự giải thoát khỏi nỗi lo lắng lớn lao".

## Tước hiệu, phong cách, huy hiệu

### Tên
Tên của Franz Joseph trong các ngôn ngữ trong đế chế của ông là:
- Tiếng Bosnia: Franjo Josip I
- Tiếng Croatia: Franjo Josip I.
- Tiếng Séc: František Josef I
- Tiếng Đức: Franz Joseph I
- Tiếng Hungary: I. Ferenc József
- Tiếng Ý: Francesco Giuseppe I
- Tiếng Ba Lan: Franciszek Józef I
- Tiếng Romania: Francisc Iosif
- Tiếng Serbia: Фрања Јосиф
- Tiếng Slovakia: František Jozef I
- Tiếng Slovenia: Franc Jožef I
- Tiếng Ukraina: Фра́нц Йо́сиф I

### Tước hiệu và phong cách
- 18 tháng 8 năm 1830 – 2 tháng 12 năm 1848: His Imperial và Royal Highness Đại công tước và Thái tử Francis Joseph của Áo, Vương tử của Hungary, Bohemia và Croatia.[54]
- 2 tháng 12 năm 1848 – 21 tháng 11 năm 1916: His Imperial và Royal Apostolic Majesty Hoàng đế Áo, Quốc vương Tông tòa của Hungary.

Tước hiệu chính thức của ông sau Ausgleich năm 1867 là: "Francis Joseph Đệ Nhất, nhờ Ân điển của Chúa Hoàng đế Áo, Vua Tông đồ của Hungary, Vua của Bohemia, Vua của Dalmatia, Croatia, Slavonia, Galicia và Lodomeria và Illyria; Vua của Jerusalem v.v., Đại công tước của Áo; Đại công tước của Toscana và Kraków, Công tước của Lorraine, của Salzburg, Styria, Carinthia, Carniola và của Bukovina; Đại thân vương của Transylvania; Bá tước của Moravia; Công tước của Thượng và Hạ Silesia, của Modena, Parma, Piacenza và Guastalla, của Oświęcim, Zator và Ćeszyn, Friuli, Ragusa (Dubrovnik) và Zara (Zadar); Bá tước Vương công của Habsburg và Tyrol, của Kyburg, Gorizia và Gradisca; Thân vương của Trent (Trento) và Brixen; Bá tước của Thượng và Hạ Lusatia và ở Istria; Bá tước của Hohenems, Feldkirch, Bregenz, Sonnenberg, v.v.; Lãnh chúa xứ Trieste, xứ Cattaro (Kotor), và Windic March; Đại Voivode của Voivodship của Serbia.

### Vinh dự

#### Trong nước
- Hiệp sĩ Lông cừu vàng, 1844;[56] Người đứng đầu và Chủ quyền,  2 tháng 12 năm 1848  (Orden vom Goldenen Vlies, ex officio với tư cách là Hoàng đế Áo)[57]
- Grand Master của Huân chương quân sự Maria Theresa (Militär Maria-Theresien-Orden, đương nhiên là Hoàng đế Áo)[58]
- Grand Master của Huân chương Hoàng gia Thánh Stephen ( Königlich ungarischer St. Stephan-Orden , đương nhiên là Hoàng đế Áo)[59]
- Grand Master của Huân chương Hoàng gia Leopold (Leopold-Orden, đương nhiên là Hoàng đế của Áo)[60]
- Grand Master của Huân chương hoàng gia Vương miện Sắt (Orden der Eisernen Krone, đương nhiên là Hoàng đế Áo)[61]

Ngoài ra, ông còn thành lập Huân chương Franz Joseph (Franz Joseph-Orden) vào ngày 2 tháng 12 năm 1849, và Huân chương Elizabeth (Elizabeth-Orden) vào năm 1898.

#### Nước ngoài
- Các công quốc Ascania: Thập tự lớn của Huân chương Albrecht Gấu, Ngày 27 tháng 10 năm 1849[64]
- Đại công quốc Baden:[65]
  - Hiệp sĩ của Huân chương Triều đại Fidelity, 1851
  - Thập tự lớn của Sư tử Zähringer, 1851
- Vương quốc Bayern:
  - Hiệp sĩ Thánh Hubert, 1849[66]
  - Thập tự lớn của Huân chương Quân sự Max Joseph
- Vương quốc Bỉ: Thập tự lớn của Huân chương Leopold (dân sự), 19 tháng 4 năm 1849[67]
- Thân vương quốc Braunschweig-Wolfenbüttel: Thập tự lớn của Huân chương Heinrich Sư tử, 1854[68]
- Vương quốc Bulgaria:
  - Hiệp sĩ Thánh Cyril và Methodius[69]
  - Huân chương Bravery, Grade I[70]
- Vương quốc Đan Mạch: Hiệp sĩ Voi, Ngày 17 tháng 1 năm 1849[71]
- Các công quốc Ernestine: Thập tự lớn của Huân chương triều đại Sachsen-Ernestine, Tháng 3 năm 1852[72]
- Đệ Nhị Đế chế Pháp: Thập tự lớn của Bắc Đẩu Bội Tinh[73]
- Vương quốc Hannover:[74]
  - Hiệp sĩ Thánh George, 1848
  - Thập tự lớn Huân chương Hoàng gia Guelphic
- Vương quốc Hawaii:
  - Thập tự lớn Huân chương Kamehameha I, 1865[75]
  - Thập tự lớn Huân chương Kalākaua, 1878[76]
- Đại công quốc Hessen: Thập tự lớn Huân chương Ludwig, 3 tháng 5 năm 1851[77]
- Tuyển hầu xứ Hessen: Hiệp sĩ Sư tử Vàng, 19 tháng 11 năm 1851[78]
- Tòa Thánh: Thập tự lớn của Mộ Thánh Jerusalem
- Vương quốc Ý: 
  -  Hiệp sĩ Truyền Tin, Ngày 13 tháng 4 năm 1869[79]
  - Thập tự lớn của Thánh Maurice và Lazarus, 1869
  - Thập tự lớn Vương miện Ý, 1869
- Đế quốc Nhật Bản: Grand Cordon của Huân chương Hoa cúc, 7 tháng 5 năm 1880; Collar, 25 October 1898[80]
- Dòng Chiến sĩ Toàn quyền Malta: Thập tự lớn của Huân chương Danh dự và Lòng tận tụy[69]
- Công quốc Mecklenburg-Strelitz: Thập tự giá vì sự xuất sắc trong chiến tranh, Hạng nhất và Hạng nhì[81]
- Đệ Nhị Đế chế México: Thập tự lớn Đại bàng Mexico, với Collar, 1865[82]
- Công quốc Modena và Reggio: Thập tự lớn của Đại bàng Este, 1856[83]
- Thân vương quốc Monaco: Thập tự lớn Thánh Charles, Ngày 24 tháng 9 năm 1872[84]
- Thân vương quốc Montenegro: Thập tự lớn của Huân chương Thân vương Danilo I[85]
- Công quốc Nassau: Hiệp sĩ Sư tử Vàng Nassau, tháng 5 năm 1858[86]
- Vương quốc Hà Lan: Thập tự lớn của Huân chương Quân sự Willem, Ngày 21 tháng 6 năm 1849[87]
- Đại công quốc Oldenburg: Thập tự lớn của của Huân chương Công trạng Peter Friedrich Ludwig, với Golden Crown, Ngày 9 tháng 3 năm 1853[88]
- Công quốc Parma: Thập tự lớn của Huân chương Thánh George xứ Constantinian, với Collar, 1849[89]
- Vương quốc Phổ:
  - Hiệp sĩ Đại bàng Đen, Ngày 14 tháng 8 năm 1844; với Collar, 1851[90]
  - Huân chương Thập tự chỉ huy của Hoàng gia Huân chương Triều đại Hohenzollern, 16 tháng 9 năm 1884[90]
  - Pour le Mérite (quân sự), với Lá sồi, 27 tháng 8 năm 1914[91]
- Vương quốc Romania:
  - Collar của Huân chương Carol I, 1906[92]
  - Grand Cross of the Star of Romania[73]
- Đế quốc Nga: 
  - Hiệp sĩ Thánh Andrew, 30 tháng 12 năm 1845[93]
  - Hiệp sĩ Thánh Alexander Nevsky
  - Hiệp sĩ Đại bàng trắng
  - Hiệp sĩ Thánh Anna, Hạng nhất
  - Hiệp sĩ Thánh George, Hạng 4, 2 tháng 7 năm 1849[94]
- Sachsen-Weimar-Eisenach: Thập tự lớn của Huân chương Ưng trắng, 1 tháng 10 năm 1857[95]
- Vương quốc Sachsen:
  - Hiệp sĩ Rue Crown, 1847[96]
  - Thập tự lớn của Huân chương Quân đội Thánh Henry
- Thân vương quốc Serbia:
  - Thập tự giá Takovo vĩ đại[73]
  - Huân chương Miloš Đại đế, Hạng nhất
- Siam: Hiệp sĩ của Huân chương Hoàng gia Chakri, 15 tháng 7 năm 1891
- Tây Ban Nha: Thập tự lớn của Huân chương Carlos III, có Cổ áo, 10 tháng 5 năm 1875[97]
- Liên minh Thuỵ Điển-Na Uy:
  - Hiệp sĩ Seraphim, có Cổ áo, 9 tháng 7 năm 1850[98]
  - Hiệp sĩ Sư tử Na Uy, 5 tháng 4 năm 1904[99]
- Đại công quốc Toscana: Thập tự lớn của Thánh Giuse[100]
- Vương quốc Hai Sicilia: Hiệp sĩ Thánh Januarius, 1848[101]
- Vương quốc Liên hiệp Anh và Ireland: 
  - Hiệp sĩ Garter, 14 tháng 8 năm 1867 (bị hủy bỏ năm 1915)[102]
  - Người nhận Chuỗi Hoàng gia Victoria, 16 tháng 8 năm 1904 (bị thu hồi năm 1915)[103]
- Vương quốc Württemberg: Thập tự lớn Vương miện Württemberg, 1850[104]

#### Cấp bậc danh dự
- Tướng danh dự của Quân đội Thụy Điển, 1888[105]
- Colonel-in-chief của Đội cận vệ Dragoon số 1 (của Nhà vua), Quân đội Anh, 25 tháng 3 năm 1896 – 1914
- Colonel-in-chief của Trung đoàn Cận vệ Kexholm, Quân đội Nga, cho đến ngày 26 tháng 6 năm 1914
- Colonel-in-chief của Trung đoàn Lancer Belgorod số 12, Quân đội Nga, cho đến ngày 26 tháng 6 năm 1914
- Colonel-in-chief của Trung đoàn kỵ binh (Schleswig-Holstein) thứ 16, Quân đội Đức[69]
- Colonel-in-chief của 122 (Hoàng đế Francis Joseph của Áo, Vua Hungary (Württemberg thứ 4)[69]
- Thống chế của Quân đội Anh, 1 tháng 9 năm 1903 – 1914Tiêu chuẩn Hoàng gia (Từ năm 1867 đến năm 1915)[106]

#### Huy hiệu và biểu tượng hoàng gia
| Huy hiệu nhỏ hơn của Franz Joseph I | Imperial monogram |

## Di sản
Franz Josef Land ở Bắc Cực của Nga được đặt theo tên ông vào năm 1873 bởi đoàn thám hiểm Bắc Cực Áo-Hung, đoàn đầu tiên báo cáo tìm thấy vùng đất này. Sông băng Franz Josef ở Đảo Nam của New Zealand cũng mang tên ông.
Franz Joseph thành lập Đại học Franz Joseph vào năm 1872 (tiếng Hungary: Ferenc József Tudományegyetem, tiếng Romania: Universitatea Francisc Iosif) tại thành phố Cluj-Napoca (vào thời điểm đó là một phần của Áo-Hung dưới tên gọi Kolozsvár). Trường đại học đã được chuyển đến Szeged sau khi Cluj trở thành một phần của Romania, và là Đại học Szeged hiện nay.
Ở một số khu vực, các lễ kỷ niệm vẫn được tổ chức để tưởng nhớ ngày sinh của Franz Joseph. Lễ hội Nhân dân Mitteleuropean diễn ra hàng năm vào khoảng ngày 18 tháng 8 và là "cuộc gặp gỡ tự phát, truyền thống và anh em giữa những người dân của các quốc gia Trung Âu". Sự kiện bao gồm các nghi lễ, cuộc họp, âm nhạc, bài hát, điệu múa, nếm rượu và đồ ăn, cùng trang phục truyền thống và văn hóa dân gian từ Mitteleuropa.

### Phương châm cá nhân
"Với sức mạnh đoàn kết" (với tư cách là Hoàng đế Áo) – Tiếng Đức: "Mit vereinten Kräften" – Tiếng La Tinh: "Viribus Unitis"
"Tôi tin tưởng vào đức hạnh [cổ xưa]" (với tư cách là Vua Tông đồ của Hungary) – Tiếng Hungary: "Bizalmam az Ősi Erényben" – Tiếng La Tinh: "Virtutis Confido"

## Hậu duệ
- Nữ đại công tước Sophie của Áo; 5 tháng 3 năm 1855 – 29 tháng 5 năm 1857.
- Nữ đại công tước Gisela của Áo; 12 tháng 7 năm 1856 – 27 tháng 7 năm 1932. Kết hôn với Hoàng tử Leopold của Bavaria (anh em họ thứ hai) năm 1873; có con.
- Rudolf, Thái tử của Áo; 21 tháng 8 năm 1858 – 30 tháng 1 năm 1889. Kết hôn với Vương nữ Stephanie của Bỉ năm 1881; có con. Tự vẫn trong Sự cố Mayerling.
- Nữ đại công tước Marie Valerie của Áo; 22 tháng 4 năm 1868 – 6 tháng 9 năm 1924. Kết hôn với Đại công tước Franz Salvator (anh em họ đời thứ hai) vào năm 1890; có con.

## Gia phả
| \| \| \| \| \| \| \| \| \| \| \| \| \| \| \| \| \| \| \| \| 16. Maria Theresia của Áo (= 22) \| \| \| \| \| \| \| \| \| \| \| \| \| \| \| \| \| \| \| \| \| \| \| \| \| \| \| \| \| \| \| \| \| \| \| \| \| \| \| \| \| \| \| \| \| \| \| \| \| \| \| \| \| \| 8. Leopold II của Thánh chế La Mã[108] \| \| \| \| \| \| \| \| \| \| \| \| \| \| \| \| \| \| \| \| \| \| \| \| \| \| \| \| \| \| \| \| \| \| \| \| \| \| \| \| \| \| \| \| \| \| \| \| \| \| \| \| \| \| 17. Franz I của Thánh chế La Mã (= 23) \| \| \| \| \| \| \| \| \| \| \| \| \| \| \| \| \| \| \| \| \| \| \| \| \| \| \| \| \| \| \| \| \| \| \| \| \| \| \| \| \| \| \| \| \| \| \| \| \| \| \| \| \| \| 4. Franz II của Thánh chế La Mã[109] \| \| \| \| \| \| \| \| \| \| \| \| \| \| \| \| \| \| \| \| \| \| \| \| \| \| \| \| \| \| \| \| \| \| \| \| \| \| \| \| \| \| \| \| \| \| \| \| \| \| \| \| \| \| 18. Carlos III của Tây Ban Nha( = 20) \| \| \| \| \| \| \| \| \| \| \| \| \| \| \| \| \| \| \| \| \| \| \| \| \| \| \| \| \| \| \| \| \| \| \| \| \| \| \| \| \| \| \| \| \| \| \| \| \| \| \| \| \| \| 9. María Luisa của Tây Ban Nha[108] \| \| \| \| \| \| \| \| \| \| \| \| \| \| \| \| \| \| \| \| \| \| \| \| \| \| \| \| \| \| \| \| \| \| \| \| \| \| \| \| \| \| \| \| \| \| \| \| \| \| \| \| \| \| 19. Maria Amalia của Ba Lan (= 21) \| \| \| \| \| \| \| \| \| \| \| \| \| \| \| \| \| \| \| \| \| \| \| \| \| \| \| \| \| \| \| \| \| \| \| \| \| \| \| \| \| \| \| \| \| \| \| \| \| \| \| \| \| \| 2. Franz Karl của Áo \| \| \| \| \| \| \| \| \| \| \| \| \| \| \| \| \| \| \| \| \| \| \| \| \| \| \| \| \| \| \| \| \| \| \| \| \| \| \| \| \| \| \| \| \| \| \| \| \| \| \| \| \| \| 20. Carlos III của Tây Ban Nha (= 18) \| \| \| \| \| \| \| \| \| \| \| \| \| \| \| \| \| \| \| \| \| \| \| \| \| \| \| \| \| \| \| \| \| \| \| \| \| \| \| \| \| \| \| \| \| \| \| \| \| \| \| \| \| \| 10. Ferdinando I của Hai Sicilie[110] \| \| \| \| \| \| \| \| \| \| \| \| \| \| \| \| \| \| \| \| \| \| \| \| \| \| \| \| \| \| \| \| \| \| \| \| \| \| \| \| \| \| \| \| \| \| \| \| \| \| \| \| \| \| 21. Maria Amalia của Ba Lan (= 19) \| \| \| \| \| \| \| \| \| \| \| \| \| \| \| \| \| \| \| \| \| \| \| \| \| \| \| \| \| \| \| \| \| \| \| \| \| \| \| \| \| \| \| \| \| \| \| \| \| \| \| \| \| \| 5. Maria Teresa của Napoli và Sicilia[109] \| \| \| \| \| \| \| \| \| \| \| \| \| \| \| \| \| \| \| \| \| \| \| \| \| \| \| \| \| \| \| \| \| \| \| \| \| \| \| \| \| \| \| \| \| \| \| \| \| \| \| \| \| \| 22. Maria Theresia của Áo (= 16) \| \| \| \| \| \| \| \| \| \| \| \| \| \| \| \| \| \| \| \| \| \| \| \| \| \| \| \| \| \| \| \| \| \| \| \| \| \| \| \| \| \| \| \| \| \| \| \| \| \| \| \| \| \| 11. Maria Karolina của Áo[110] \| \| \| \| \| \| \| \| \| \| \| \| \| \| \| \| \| \| \| \| \| \| \| \| \| \| \| \| \| \| \| \| \| \| \| \| \| \| \| \| \| \| \| \| \| \| \| \| \| \| \| \| \| \| 23. Franz I của Thánh chế La Mã (= 17) \| \| \| \| \| \| \| \| \| \| \| \| \| \| \| \| \| \| \| \| \| \| \| \| \| \| \| \| \| \| \| \| \| \| \| \| \| \| \| \| \| \| \| \| \| \| \| \| \| \| \| \| \| \| 1. Franz Joseph I của Áo \| \| \| \| \| \| \| \| \| \| \| \| \| \| \| \| \| \| \| \| \| \| \| \| \| \| \| \| \| \| \| \| \| \| \| \| \| \| \| \| \| \| \| \| \| \| \| \| \| \| \| \| \| \| 24. Christian IIIxứ Pfalz-Zweibrücken \| \| \| \| \| \| \| \| \| \| \| \| \| \| \| \| \| \| \| \| \| \| \| \| \| \| \| \| \| \| \| \| \| \| \| \| \| \| \| \| \| \| \| \| \| \| \| \| \| \| \| \| \| \| 12. Friedrich Michael I xứ Pfalz-Birkenfeld-Bischweiler[111] \| \| \| \| \| \| \| \| \| \| \| \| \| \| \| \| \| \| \| \| \| \| \| \| \| \| \| \| \| \| \| \| \| \| \| \| \| \| \| \| \| \| \| \| \| \| \| \| \| \| \| \| \| \| 25. Karoline xứ Nassau-Saarbrücken \| \| \| \| \| \| \| \| \| \| \| \| \| \| \| \| \| \| \| \| \| \| \| \| \| \| \| \| \| \| \| \| \| \| \| \| \| \| \| \| \| \| \| \| \| \| \| \| \| \| \| \| \| \| 6. Maximilian I Joseph của Bayern[112] \| \| \| \| \| \| \| \| \| \| \| \| \| \| \| \| \| \| \| \| \| \| \| \| \| \| \| \| \| \| \| \| \| \| \| \| \| \| \| \| \| \| \| \| \| \| \| \| \| \| \| \| \| \| 26. Joseph Karl xứ Pfalz-Sulzbach \| \| \| \| \| \| \| \| \| \| \| \| \| \| \| \| \| \| \| \| \| \| \| \| \| \| \| \| \| \| \| \| \| \| \| \| \| \| \| \| \| \| \| \| \| \| \| \| \| \| \| \| \| \| 13. Maria Franziska xứ Pfalz-Sulzbach[111] \| \| \| \| \| \| \| \| \| \| \| \| \| \| \| \| \| \| \| \| \| \| \| \| \| \| \| \| \| \| \| \| \| \| \| \| \| \| \| \| \| \| \| \| \| \| \| \| \| \| \| \| \| \| 27. Elisabeth Auguste Sofie xứ Pfalz \| \| \| \| \| \| \| \| \| \| \| \| \| \| \| \| \| \| \| \| \| \| \| \| \| \| \| \| \| \| \| \| \| \| \| \| \| \| \| \| \| \| \| \| \| \| \| \| \| \| \| \| \| \| 3. Sophie Friederike của Bayern \| \| \| \| \| \| \| \| \| \| \| \| \| \| \| \| \| \| \| \| \| \| \| \| \| \| \| \| \| \| \| \| \| \| \| \| \| \| \| \| \| \| \| \| \| \| \| \| \| \| \| \| \| \| 28. Karl Friedrich xứ Baden \| \| \| \| \| \| \| \| \| \| \| \| \| \| \| \| \| \| \| \| \| \| \| \| \| \| \| \| \| \| \| \| \| \| \| \| \| \| \| \| \| \| \| \| \| \| \| \| \| \| \| \| \| \| 14. Karl Ludwig xứ Baden[113] \| \| \| \| \| \| \| \| \| \| \| \| \| \| \| \| \| \| \| \| \| \| \| \| \| \| \| \| \| \| \| \| \| \| \| \| \| \| \| \| \| \| \| \| \| \| \| \| \| \| \| \| \| \| 29. Karoline Luise xứ Hessen-Darmstadt \| \| \| \| \| \| \| \| \| \| \| \| \| \| \| \| \| \| \| \| \| \| \| \| \| \| \| \| \| \| \| \| \| \| \| \| \| \| \| \| \| \| \| \| \| \| \| \| \| \| \| \| \| \| 7. Karoline xứ Baden[112] \| \| \| \| \| \| \| \| \| \| \| \| \| \| \| \| \| \| \| \| \| \| \| \| \| \| \| \| \| \| \| \| \| \| \| \| \| \| \| \| \| \| \| \| \| \| \| \| \| \| \| \| \| \| 30. Ludwig IX xứ Hessen-Darmstadt \| \| \| \| \| \| \| \| \| \| \| \| \| \| \| \| \| \| \| \| \| \| \| \| \| \| \| \| \| \| \| \| \| \| \| \| \| \| \| \| \| \| \| \| \| \| \| \| \| \| \| \| \| \| 15. Amalie xứ Hessen-Darmstadt[113] \| \| \| \| \| \| \| \| \| \| \| \| \| \| \| \| \| \| \| \| \| \| \| \| \| \| \| \| \| \| \| \| \| \| \| \| \| \| \| \| \| \| \| \| \| \| \| \| \| \| \| \| \| \| 31. Karoline xứ Pfalz-Zweibrücken \| \| \| \| \| \| \| \| \| \| \| \| \| \| \| \| \| \| \| \| \| \| \| \| \| \| \| \| \| \| \| \| \| \| \| \| \| \| \| \| \| \| \| \| \| \| \| \| \| \| \| \| |                                                         |  |  |  |  |  |  |  |  |  |  |  |  |  |  |  |
| |                                                         |  |  |  |  |  |  |  |  |  |  |  |  |  |  |  |
| | 16. Maria Theresia của Áo (= 22)                        |  |  |  |  |  |  |  |  |  |  |  |  |  |  |  |
| |                                                         |  |  |  |  |  |  |  |  |  |  |  |  |  |  |  |
| |                                                         |  |  |  |  |  |  |  |  |  |  |  |  |  |  |  |
| | 8. Leopold II của Thánh chế La Mã                       |  |  |  |  |  |  |  |  |  |  |  |  |  |  |  |
| |                                                         |  |  |  |  |  |  |  |  |  |  |  |  |  |  |  |
| |                                                         |  |  |  |  |  |  |  |  |  |  |  |  |  |  |  |
| | 17. Franz I của Thánh chế La Mã (= 23)                  |  |  |  |  |  |  |  |  |  |  |  |  |  |  |  |
| |                                                         |  |  |  |  |  |  |  |  |  |  |  |  |  |  |  |
| |                                                         |  |  |  |  |  |  |  |  |  |  |  |  |  |  |  |
| | 4. Franz II của Thánh chế La Mã                         |  |  |  |  |  |  |  |  |  |  |  |  |  |  |  |
| |                                                         |  |  |  |  |  |  |  |  |  |  |  |  |  |  |  |
| |                                                         |  |  |  |  |  |  |  |  |  |  |  |  |  |  |  |
| | 18. Carlos III của Tây Ban Nha( = 20)                   |  |  |  |  |  |  |  |  |  |  |  |  |  |  |  |
| |                                                         |  |  |  |  |  |  |  |  |  |  |  |  |  |  |  |
| |                                                         |  |  |  |  |  |  |  |  |  |  |  |  |  |  |  |
| | 9. María Luisa của Tây Ban Nha                          |  |  |  |  |  |  |  |  |  |  |  |  |  |  |  |
| |                                                         |  |  |  |  |  |  |  |  |  |  |  |  |  |  |  |
| |                                                         |  |  |  |  |  |  |  |  |  |  |  |  |  |  |  |
| | 19. Maria Amalia của Ba Lan (= 21)                      |  |  |  |  |  |  |  |  |  |  |  |  |  |  |  |
| |                                                         |  |  |  |  |  |  |  |  |  |  |  |  |  |  |  |
| |                                                         |  |  |  |  |  |  |  |  |  |  |  |  |  |  |  |
| | 2. Franz Karl của Áo                                    |  |  |  |  |  |  |  |  |  |  |  |  |  |  |  |
| |                                                         |  |  |  |  |  |  |  |  |  |  |  |  |  |  |  |
| |                                                         |  |  |  |  |  |  |  |  |  |  |  |  |  |  |  |
| | 20. Carlos III của Tây Ban Nha (= 18)                   |  |  |  |  |  |  |  |  |  |  |  |  |  |  |  |
| |                                                         |  |  |  |  |  |  |  |  |  |  |  |  |  |  |  |
| |                                                         |  |  |  |  |  |  |  |  |  |  |  |  |  |  |  |
| | 10. Ferdinando I của Hai Sicilie                        |  |  |  |  |  |  |  |  |  |  |  |  |  |  |  |
| |                                                         |  |  |  |  |  |  |  |  |  |  |  |  |  |  |  |
| |                                                         |  |  |  |  |  |  |  |  |  |  |  |  |  |  |  |
| | 21. Maria Amalia của Ba Lan (= 19)                      |  |  |  |  |  |  |  |  |  |  |  |  |  |  |  |
| |                                                         |  |  |  |  |  |  |  |  |  |  |  |  |  |  |  |
| |                                                         |  |  |  |  |  |  |  |  |  |  |  |  |  |  |  |
| | 5. Maria Teresa của Napoli và Sicilia                   |  |  |  |  |  |  |  |  |  |  |  |  |  |  |  |
| |                                                         |  |  |  |  |  |  |  |  |  |  |  |  |  |  |  |
| |                                                         |  |  |  |  |  |  |  |  |  |  |  |  |  |  |  |
| | 22. Maria Theresia của Áo (= 16)                        |  |  |  |  |  |  |  |  |  |  |  |  |  |  |  |
| |                                                         |  |  |  |  |  |  |  |  |  |  |  |  |  |  |  |
| |                                                         |  |  |  |  |  |  |  |  |  |  |  |  |  |  |  |
| | 11. Maria Karolina của Áo                               |  |  |  |  |  |  |  |  |  |  |  |  |  |  |  |
| |                                                         |  |  |  |  |  |  |  |  |  |  |  |  |  |  |  |
| |                                                         |  |  |  |  |  |  |  |  |  |  |  |  |  |  |  |
| | 23. Franz I của Thánh chế La Mã (= 17)                  |  |  |  |  |  |  |  |  |  |  |  |  |  |  |  |
| |                                                         |  |  |  |  |  |  |  |  |  |  |  |  |  |  |  |
| |                                                         |  |  |  |  |  |  |  |  |  |  |  |  |  |  |  |
| | 1. Franz Joseph I của Áo                                |  |  |  |  |  |  |  |  |  |  |  |  |  |  |  |
| |                                                         |  |  |  |  |  |  |  |  |  |  |  |  |  |  |  |
| |                                                         |  |  |  |  |  |  |  |  |  |  |  |  |  |  |  |
| | 24. Christian IIIxứ Pfalz-Zweibrücken                   |  |  |  |  |  |  |  |  |  |  |  |  |  |  |  |
| |                                                         |  |  |  |  |  |  |  |  |  |  |  |  |  |  |  |
| |                                                         |  |  |  |  |  |  |  |  |  |  |  |  |  |  |  |
| | 12. Friedrich Michael I xứ Pfalz-Birkenfeld-Bischweiler |  |  |  |  |  |  |  |  |  |  |  |  |  |  |  |
| |                                                         |  |  |  |  |  |  |  |  |  |  |  |  |  |  |  |
| |                                                         |  |  |  |  |  |  |  |  |  |  |  |  |  |  |  |
| | 25. Karoline xứ Nassau-Saarbrücken                      |  |  |  |  |  |  |  |  |  |  |  |  |  |  |  |
| |                                                         |  |  |  |  |  |  |  |  |  |  |  |  |  |  |  |
| |                                                         |  |  |  |  |  |  |  |  |  |  |  |  |  |  |  |
| | 6. Maximilian I Joseph của Bayern                       |  |  |  |  |  |  |  |  |  |  |  |  |  |  |  |
| |                                                         |  |  |  |  |  |  |  |  |  |  |  |  |  |  |  |
| |                                                         |  |  |  |  |  |  |  |  |  |  |  |  |  |  |  |
| | 26. Joseph Karl xứ Pfalz-Sulzbach                       |  |  |  |  |  |  |  |  |  |  |  |  |  |  |  |
| |                                                         |  |  |  |  |  |  |  |  |  |  |  |  |  |  |  |
| |                                                         |  |  |  |  |  |  |  |  |  |  |  |  |  |  |  |
| | 13. Maria Franziska xứ Pfalz-Sulzbach                   |  |  |  |  |  |  |  |  |  |  |  |  |  |  |  |
| |                                                         |  |  |  |  |  |  |  |  |  |  |  |  |  |  |  |
| |                                                         |  |  |  |  |  |  |  |  |  |  |  |  |  |  |  |
| | 27. Elisabeth Auguste Sofie xứ Pfalz                    |  |  |  |  |  |  |  |  |  |  |  |  |  |  |  |
| |                                                         |  |  |  |  |  |  |  |  |  |  |  |  |  |  |  |
| |                                                         |  |  |  |  |  |  |  |  |  |  |  |  |  |  |  |
| | 3. Sophie Friederike của Bayern                         |  |  |  |  |  |  |  |  |  |  |  |  |  |  |  |
| |                                                         |  |  |  |  |  |  |  |  |  |  |  |  |  |  |  |
| |                                                         |  |  |  |  |  |  |  |  |  |  |  |  |  |  |  |
| | 28. Karl Friedrich xứ Baden                             |  |  |  |  |  |  |  |  |  |  |  |  |  |  |  |
| |                                                         |  |  |  |  |  |  |  |  |  |  |  |  |  |  |  |
| |                                                         |  |  |  |  |  |  |  |  |  |  |  |  |  |  |  |
| | 14. Karl Ludwig xứ Baden                                |  |  |  |  |  |  |  |  |  |  |  |  |  |  |  |
| |                                                         |  |  |  |  |  |  |  |  |  |  |  |  |  |  |  |
| |                                                         |  |  |  |  |  |  |  |  |  |  |  |  |  |  |  |
| | 29. Karoline Luise xứ Hessen-Darmstadt                  |  |  |  |  |  |  |  |  |  |  |  |  |  |  |  |
| |                                                         |  |  |  |  |  |  |  |  |  |  |  |  |  |  |  |
| |                                                         |  |  |  |  |  |  |  |  |  |  |  |  |  |  |  |
| | 7. Karoline xứ Baden                                    |  |  |  |  |  |  |  |  |  |  |  |  |  |  |  |
| |                                                         |  |  |  |  |  |  |  |  |  |  |  |  |  |  |  |
| |                                                         |  |  |  |  |  |  |  |  |  |  |  |  |  |  |  |
| | 30. Ludwig IX xứ Hessen-Darmstadt                       |  |  |  |  |  |  |  |  |  |  |  |  |  |  |  |
| |                                                         |  |  |  |  |  |  |  |  |  |  |  |  |  |  |  |
| |                                                         |  |  |  |  |  |  |  |  |  |  |  |  |  |  |  |
| | 15. Amalie xứ Hessen-Darmstadt                          |  |  |  |  |  |  |  |  |  |  |  |  |  |  |  |
| |                                                         |  |  |  |  |  |  |  |  |  |  |  |  |  |  |  |
| |                                                         |  |  |  |  |  |  |  |  |  |  |  |  |  |  |  |
| | 31. Karoline xứ Pfalz-Zweibrücken                       |  |  |  |  |  |  |  |  |  |  |  |  |  |  |  |
| |                                                         |  |  |  |  |  |  |  |  |  |  |  |  |  |  |  |
| |                                                         |  |  |  |  |  |  |  |  |  |  |  |  |  |  |  |

## Trong phim ảnh
Trong loạt phim Tom và Jerry, ông có xuất hiện trong tập phim Chú chuột Johann với tư cách là Hoàng đế Áo-Hung.